# Dialetto taiwanese
Il taiwanese (臺灣話 tâi-oân-oē o 台語 tâi-gí), nota anche come hokkien taiwanese (臺灣閩南語 tâi-oân bân-lâm-gú), minnan di Taiwan/min nan di Taiwan e taiwanhua,  è un dialetto appartenente alla famiglia dei dialetti hokkien della lingua min nan (una delle varietà del cinese), parlato da circa il 70% della popolazione di Taiwan. Il più grande gruppo etnico di Taiwan, per il quale l'hokkien è considerato una lingua nativa, è conosciuto come Hoklo o Holo (Hō-ló). La corrispondenza fra lingua ed etnia è generalmente vera benché non assoluta, in quanto alcuni hoklo parlano male l'hokkien mentre alcuni non hoklo lo parlano correntemente. Il pe̍h-ōe-jī (POJ) è un sistema di romanizzazione per questa lingua e per l'hokkien in generale.
L'hokkien taiwanese è generalmente simile all'amoy. Si manifestano solo differenze minori in termini di vocabolario. Come l'amoy, l'hokkien taiwanese è basato su una mescolanza di idioma di Zhangzhou e di Quanzhou. A causa della popolarità tra i mezzi di intrattenimento di massa di Taiwan, l'hokkien taiwanese è cresciuto fino a diventare il più influente dialetto hokkien del min nan, specialmente dopo gli anni 1980. Insieme al dialetto amoy, il dialetto di prestigio taiwanese (basato sulla variante di Tâi-lâm) è considerato come "hokkien standard".
Il taiwanese viene romanizzato con un sistema apposito detto tâi-lô, che è una modifica del peh-oe-ji, reso semplificato e più aderente alla pronuncia. In alternativa, si può usare il peh-oe-ji visto la somiglianza enorme dei suoni e romanizzazioni, ma il sistema tonale non coincide.

## Classificazione
L'hokkien taiwanese è una variante del min nan, strettamente imparentato con il dialetto amoy. È visto spesso come un dialetto cinese all'interno della più vasta famiglia delle lingue sinitiche. D'altro canto, può essere visto anche come una lingua indipendente dal momento che non è mutuamente intelligibile con le varietà del gruppo del mandarino. Poiché la pronuncia delle parole è diversa, un parlante mandarino standard deve usare il sistema di scrittura dei caratteri cinesi per comunicare con un parlante hokkien. Come nel caso della maggior parte delle distinzioni "lingua/dialetto", il modo in cui si descrive il taiwanese dipende in gran parte dalle proprie opinioni personali (vedi l'articolo "Lingua o famiglia di lingue?").
Il min è l'unico ramo del cinese che non può essere ricavato direttamente dal cinese medio. Questo può spiegare la difficoltà di trovare i caratteri cinesi appropriati per una parte del vocabolario min nan ed è, forse, anche parte delle ragioni per le quali esso è quasi totalmente mutuamente inintelligibile con il mandarino o altri dialetti cinesi.
Esiste sia una versione colloquiale che una versione letteraria dell'hokkien taiwanese. L'hokkien taiwanese è quasi identico all'hokkien amoy. Le variazioni regionali all'interno del taiwanese possono essere fatte risalire alle varianti dell'hokkien parlate nel Fujian Meridionale (Quanzhou e Zhangzhou). L'hokkien taiwanese contiene anche prestiti linguistici dal giapponese e dalle lingue formosane. Il lavoro recente di studiosi come Ekki Lu, Sakai Toru e Lí Khîn-hoāⁿ (noto anche come Tavokan Khîn-hoāⁿ o Chin-An Li), basato sulle precedenti ricerche di studiosi come Ông Io̍k-tek, è arrivato ad associare parte del vocabolario di base del taiwanese colloquiale con le famiglie linguistiche austronesiane e tai; tuttavia, tali asserzioni sono controverse.
Una forma letteraria di min nan fiorì un tempo nel Fujian e fu portata a Taiwan dai primi emigranti. Il Racconto dello specchio dei litchi (Nāi-kèng-kì), un manoscritto per una serie di drammi pubblicato durante la dinastia Ming nel 1566, è una delle più antiche opere conosciute. Questa forma della lingua è ora in gran parte estinta.

## Storia e formazione

### Diffusione dei dialetti hokkien a Taiwan
Durante la dinastia Yuan, Quanzhou divenne un importante porto internazionale per il commercio con il mondo esterno. Da quel periodo in poi, per ragioni politiche ed economiche, molte persone provenienti dalle regioni di lingua min nan (Fujian meridionale) iniziarono ad emigrare oltremare. Tra le destinazioni, a partire intorno al 1600 vi fu la relativamente arretrata Taiwan. Tali emigranti portarono con loro la propria lingua madre nativa, l'hokkien.
Durante la tarda dinastia Ming, a causa del caos politico, vi furono crescenti migrazioni dal Fujian meridionale e dal Guangdong orientale a Taiwan. I primissimi immigranti coinvolti nello sviluppo terriero di Taiwan inclusero Yan Siqi (顏思齊) e Zheng Zhilong (鄭芝龍). Nel 1622, Yan Siqi e le sue forze occuparono Bengang (笨港, l'odierna cittadina di Beigang (北港鎮), nella contea di Yunling) e iniziarono a sviluppare Zhuluoshan (諸羅山, l'odierna città Chiayi). Dopo la morte di Yan, il suo potere fu ereditato da Zheng Zhilong, che dominò lo Stretto di Formosa. Nel 1628, Zheng Zhilong accettò il
dominio burocratico della corte Ming.
Durante il regno dell'imperatore Chongzhen, vi furono frequenti siccità nella regione del Fujian. Zheng Zhilong suggerì a Xiong Wenchan (熊文燦) (governatore del Fujian) di ammassare decine di migliaia di persone e di dare ad ogni persona 3 tael e ad ogni tre persone un bufalo, al fine di attirarle a Taiwan per sviluppare l'agricoltura nell'isola. Anche se vi fu molta gente che ritornò a casa dopo un periodo di lavoro, una parte delle persone si stabilirono definitivamente a Taiwan. Esse inoltre stabilirono relazioni commerciali e si sposarono con molti aborigeni taiwanesi (in particolare i Siraya) e propagarono così il dialetto hokkien in tutta Taiwan.

### Relazione tra amoy e taiwanese
Nel 1624 e nel 1626, gli Olandesi e gli Spagnoli spedirono grandi forze rispettivamente a Tainan e Keelung, da loro occupate. Durante i 40 anni di dominio coloniale olandese su Taiwan, molti Cinesi Han provenienti da Quanzhou, da Zhangzhou e dalle regioni hakka della Cina continentale furono reclutati per aiutare a sviluppare Taiwan. A causa del mescolamento con i Siraya e della dominazione coloniale olandese, i dialetti hokkien iniziarono a deviare dall'hokkien originale parlato nella Cina continentale. (Almeno oggi, tuttavia, l'hokkien parlato a Taiwan è molto più simile all'hokkien parlato nell'Hokkien; mentre l'hokkien parlato nel Penang e nel Kuching, ad esempio. mostra un'influenza locale molto più forte.)
Nel 1661, Koxinga spedì un grande esercito ad attaccare Taiwan. Riuscì a conquistare l'isola e a scacciare gli Olandesi, fondando così la dinastia Koxinga. Koxinga era originario di Quanzhou. Anche Chen Yonghua 陳永華, che era responsabile di creare il sistema educativo della dinastia Koxinga, era originario di Quanzhou. Poiché la maggior parte dei soldati che egli portò a Taiwan venivano a loro volta da Quanzhou, durante il regno di Koxinga e dei suoi discendenti, l'hokkien di Quanzhou fu considerato come il dialetto di prestigio di Taiwan.
Nel 1683, Shi Lang attaccò Taiwan e causò la caduta della dinastia Koxinga. La dinastia Qing cominciò ufficialmente a dominare Taiwan. Negli anni seguenti, al fine di impedire al popolo di ribellarsi contro i Qing, la corte imperiale mise al bando la migrazione a Taiwan, specialmente quella degli Hakka dalla provincia del Guangdong. Con la cessazione della migrazione degli Hakka nell'isola, l'hokkien diventò definitivamente la lingua di prestigio a Taiwan. Durante il regno dell'imperatore Yongzheng e poi dell'imperatore Qianlong, la restrizione cominciò ad essere allentata fino a quando, nel 1874, il bando sull'emigrazione a Taiwan fu abolito.
Negli ultimi decenni del XVIII secolo, la differenza di lingua tra i burocrati imperiali cinesi dei Qing e la gente comune fu registrata dal primo Alto commissario a Taiwan (1722), Huáng Shújǐng, un pechinese inviato dall'imperatore Kangxi, durante il cui regno Taiwan fu annessa nel 1684:
(郡中鴃舌鳥語全不可曉如劉呼澇陳呼澹莊呼曾張呼丟余與吳待御兩姓吳呼作襖黃則無音厄影切更為難省)»
(Registrazioni della missione a Taiwan e nel suo Stretto, Volume II: Sull'area intorno a Fort Provintia, Tainan (臺海使槎錄 卷二 赤嵌筆談))
Questo dava il tono della non facile relazione tra questa comunità linguistica e gli insediamenti coloniali dei secoli successivi.
Nel XVIII e XIX secolo, disordini civili e conflitti armati erano frequenti a Taiwan. Oltre alla resistenza contro il governo (sia cinese che giapponese), anche le battaglie tra gruppi etnici erano significative: i belligeranti di solito si coalizzavano in base alla lingua utilizzata. La storia registrò battaglie tra i parlanti della lingua hakka e della lingua taiwanese; tra questi e gli aborigeni; e tra quelli che parlavano la variante choâⁿ-chiu di quella che sarebbe diventata la lingua taiwanese e quelli che parlavano la variante chiang-chiu.
Durante i 200 anni di dominio della dinastia Qing a Taiwan, la gente di lingua min nan che emigrava a Taiwan cominciò a crescere rapidamente. In particolare, la maggior parte di loro veniva da Quanzhou e da Zhangzhou.
Con il crescere dalla migrazione, anche il dialetto hokkien si era diffuso in ogni parte di Taiwan. Sebbene vi fosse storicamente un conflitto tra la gente di Quanzhou e quella di Zhangzhou a Taiwan, il mescolamento tra le persone fece sì che anche i due accenti si fondessero insieme. A parte Yilan e Lugang, che ancora preservano l'accento hookien può originale, ogni regione di Taiwan parla una variante dell'hokkien basata su una mescolanza di hokkien di Quanzhou e di Zhangzhou. Uno studioso come Ang Ui-jin chiamò l'hokkien taiwanese "Zhang Quan lan (漳泉濫)", intendendo appunto che l'hokkien taiwanese è basato su un miscuglio o combinazione di hokkien sia di Quanzhou che di Zhangzhou.
Dopo il 1842, Amoy divenne un importante porto della Cina continentale, l'unico aperto al commercio nella regione di lingua min nan. Anche l'hokkien di Amoy era formato da un miscuglio di hokkien di Quanzhou e di Zhangzhou Hokkien, e sostituì gradualmente l'hokkien di Quanzhou come dialetto di prestigio. Durante il dominio coloniale giapponese di Taiwan, Taiwan cominciò ad assumere come sua pronuncia standard l'hokkien di Amoy, che divenne conosciuto come taiwanese dai Giapponesi. Tuttavia, dopo il 1945, l'hokkien di Amoy e l'hokkien taiwanese cominciarono ad avere alcune differenze minori a causa del diverso sviluppo ed evoluzione delle due lingue.

### Tempi moderni
In seguito, nel XX secolo, la concettualizzazione del taiwanese è diventata più dibattuta della maggior parte delle variazioni del cinese perché, ad un certo punto, essa segnò una chiara divisione tra continentali che erano arrivati nel 1949 e la preesistente maggioranza di taiwanesi nativi. Sebbene le divisioni politiche e linguistiche tra i due gruppi si siano considerevolmente affievolite, le questioni politiche che ruotano intorno al taiwanese sono molto più controverse e sensibili che per altre varianti del cinese.
Dopo la Prima guerra sino-giapponese, in seguito alla sconfitta ad opera dei giapponesi, la dinastia Qing cedette Taiwan al Giappone, facendo sì che i contatti con le regioni min nan della Cina continentale si interrompessero. Durante il dominio coloniale giapponese, il giapponese divenne una lingua ufficiale a Taiwan. L'hokkien taiwanese cominciò ad assorbire un gran numero di prestiti linguistici giapponesi nel proprio vocabolario. Esempi di parole prese in prestito dal giapponese ed utilizzate in taiwanese includono「便所」(piān-só·) per "bagno",「坪」(pêⁿ) per "unità di terra",「ガス」(gas) per "gas",「オートバイ」(autobike) per "motocicletta". Tutti questi fenomeni, nel loro complesso, fecero sì che il taiwanese deviasse dall'hokkien della Cina continentale.
Durante la fase Kōminka del tardo periodo coloniale giapponese, i taiwanesi ottennero il pieno status di sudditi dell'Impero nipponico e furono oggetto di una forte campagna di giapponesizzazione, tesa ad ottenere la loro massima partecipazione allo sforzo bellico della Seconda guerra mondiale. In tale periodo, la lingua giapponese apparve naturalmente in ogni angolo di Taiwan, sovrastando e quasi soffocando le lingue locali, incluso il taiwanese. Solo dopo il 1945 l'hokkien taiwanese poté effettivamente cominciare a rivivere, Tuttavia, esso era ormai divenuto soggetto all'influenza di altre lingue, determinando il declino del suo sistema di lettura dei testi e riducendosi gradualmente a semplice lingua di uso colloquiale. A causa di questo processo, la maggior parte dei taiwanesi erano incapaci di leggere correttamente la poesia cinese o il cinese classico in taiwanese.
Dopo che il governo della Repubblica di Cina ebbe ripreso il controllo di Taiwan, tornò ad esservi qualche scambio culturale con la Cina continentale. Tuttavia, la Guerra civile cinese causò la separazione politica tra la Cina continentale e Taiwan. Il governo del Kuomingtang si ritirò a Taiwan dopo essere stato sconfitto durante la guerra. Questo determinò un aumento della popolazione di Taiwan da 6 a 9 milioni di persone. Da allora in avanti, il governo incominciò a promuovere il mandarino standard e bandì l'uso del taiwanese e di altri dialetti in pubblico. Ciò inflisse un grave danno al taiwanese, causandone un ulteriore declino. Solo dopo l'abolizione delle leggi marziali nel 1987 e il movimento per la madre lingua negli anni novanta, Taiwan vide finalmente una vera rinascita della lingua taiwanese. Oggi, ci sono anche numerosi studiosi taiwanesi che svolgono ricerche su quest'idioma.
La storia del taiwanese e della sua interazione con il mandarino è complessa e a volte controversa. Anche il nome della lingua è alquanto controverso. Ad alcuni non piace il nome taiwanese in quanto ritengono che sminuisca altri idiomi parlati a Taiwan quali il mandarino, l'hakka e le lingue aborigene. Altri preferiscono il nome min nan o hokkien in quanto ciò considera il taiwanese come una variante dell'idioma parlata nella provincia del Fujian nella Cina continentale. Ad altri dà fastidio il nome min nan e hokkien precisamente per la stessa ragione. Dibattiti ugualmente controversi si possono trovare riguardo alla questione se il taiwanese sia una lingua o un dialetto.

## Fonologia
Fonologicamente, il min nan è una lingua tonale con estese regole del sandhi tonale. Le sillabe consistono in linea di massima di una consonante iniziale, di una vocale, di una consonante finale e di un tono; una qualunque o tutte le consonanti o le vocali possono essere nasali.

### Consonanti
|           |           | Bilabiale | Coronale 1 | Velare  | Glottidale |
| --------- | --------- | --------- | ---------- | ------- | ---------- |
| Nasale    | Nasale    | m /m/     | n /n/      | ng /ŋ/  |            |
| Occlusiva | sonora3   | b /b/     |            | g /ɡ/   |            |
| Occlusiva | semplice  | p /p/     | t /t/      | k /k/   | h4 /ʔ/     |
| Occlusiva | aspirata  | ph /pʰ/   | th /tʰ/    | kh /kʰ/ |            |
| Affricata | sonora    |           | j /dz/2    |         |            |
| Affricata | semplice  |           | ch /ts/    |         |            |
| Affricata | aspirata  |           | chh /tsʰ/  |         |            |
| Fricativa | Fricativa |           | s /s/      |         | h /h, ç/   |
| Laterale  | Laterale  |           | l /l/      |         |            |

Diversamente da molte altre varietà del cinese come il mandarino standard o il cantonese standard, non ci sono fonemi labiodentali nativi.
1. Le affricate e le fricative coronali diventano alvelo-palatali davanti a /i/, cioè, /dzi/, /tsi/, /tsʰi/ e /si/ sono pronunciati [dʑi], [tɕi], [tɕʰi] e [ɕi].
2. La consonante /dz/ può essere realizzata come una fricativa; cioè, come [z] nella maggior parte dei contesti e [ʑ] davanti a /i/.
3. Le occlusive sonore (/b/ e /ɡ/) diventano le fricative corrispondenti ([β] e [ɣ]) in alcuni contesti fonetici.
4. H rappresenta una pausa glottidale /ʔ/ alla fine di una sillaba.

### Vocali
Il taiwanese ha le seguenti vocali:
| IPA       | a | e | i | o/ɤ | ɔ  | u | m | ŋ  |
| Pe̍h-oē-jī | a | e | i | o   | o͘  | u | m | ng |
| PSDB      | a | e | i | oi  | o  | u | m | ng |
| TLPA      | a | e | i | o   | oo | u | m | ng |

La vocale o è simile a uno schwa; al contrario, o͘ è più aperta. Inoltre, ci sono vari dittonghi e trittonghi (ad esempio, iau). Le consonanti m e ng possono fungere da nucleo sillabico e sono perciò incluse qui come vocali. Le vocali possono essere o semplici o nasali: a è non nasale, e aⁿ  è la stessa vocale con articolazione nasale concorrente. Questa caratteristica è simile al francese, al portoghese e a molte altre lingue.
Ci sono due pronunce della vocale o. È [ɤ] a Taiwan sud come a Tainan e Kaohsiung, e [o] a Taiwan nord come a Taipei. Ma a causa degli spostamenti della gente e dello sviluppo delle comunicazioni, queste due prounnce sono comuni e accettabili in tutta quanta l'isola.

### Introduzione ai toni

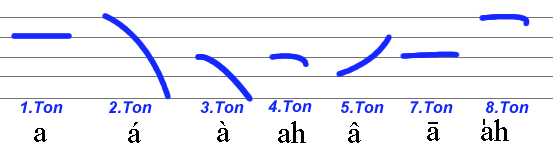
Toni taiwanesi, accanto ai valori di Taipei.

Nell'analisi tradizionale, ci sono otto "toni", numerati da 1 a 8. Strettamente parlando, ci sono solo cinque toni di contorno. Ma come nei dialetti cinesi, i due tipi di sillabe occlusive sono considerate anch'esse come "toni" e contrassegnate con i numeri 4 e 8. In taiwanese i toni 2 e 6 sono gli stessi, e perciò sono duplicati nel conteggio. Qui sono mostrati gli otto toni, seguendo la categorizzazione tradizionale in classi tonali, che prendono il nome dal cinese medio:
| Numero del tono | Nome                 | Accento POJ | Altezza a Taipei   | Descrizione       | Altezza a Tainan | Descrizione      |
| --------------- | -------------------- | ----------- | ------------------ | ----------------- | ---------------- | ---------------- |
| 1               | yin piano (陰平)     | a           | ˥ (55)             | alto              | ˦ (44)           | alto             |
| 2 (6)           | ascendente (上聲)    | á           | ˥˩ (51)            | discendente       | ˥˧ (53)          | alto calante     |
| 3               | yin uscente (陰去)   | à           | da ˧˩ a ˨˩ (31~21) | basso discendente | ˩ (11)           | basso            |
| 4               | yin entrante (陰入)  | ah          | ˧˨ʔ (32)           | medio trattenuto  | ˨˩ʔ (21)         | basso trattenuto |
| 5               | yang piano (陽平)    | â           | da ˩˦ a ˨˦ (14~24) | ascendente        | ˨˦ (25)          | ascendente       |
| 7               | yang uscente (陽去)  | ā           | ˧ (33)             | medio             | ˨ (22)           | medio            |
| 8               | yang entrante (陽入) | a̍h          | ˦ʔ (4)             | alto trattenuto   | ˥ʔ (5)           | alto trattenuto  |
Vedi (per un esempio) l'analisi filologica moderna di Wi-vun Taiffalo Chiung nella Bibliografia, che mette in discussione queste nozioni.
Per i toni 4 e 8, potrebbe apparire una consonante finale p, t o k.Quando ciò avviene, è impossibile che la sillaba sia nasale. In realtà, queste sono la controparte delle consonanti finali nasali m, n e ng, rispettivamente, negli altri toni. Tuttavia, è possibile avere una sillaba nasale con il 4° od 8° tono come siaⁿh, finché non vi è altra consonante finale che h.
Nel dialetto parlato vicino alla costa settentrionale di Taiwan, non vi è alcuna distinzione tra i toni numero 8 e numero 4 – entrambi sono pronunciati come se seguissero le regole del sandhi tonale del tono numero 4.
Il tono numero 0, tipicamente scritto con un doppio trattino ("--") davanti alla sillaba che lo contiene, si usa per segnare le enclitiche che denotano l'ampiezza di un'azione verbale, la fine di una frase nominale, ecc. Un uso frequente di questo tono è per indicare una domanda, come in Chia̍h-pá--bē?, che significa letteralmente "Hai già mangiato?". Questo si realizza pronunciando la sillaba o con un tono basso discendente (3) o con uno basso trattenuto (4). La sillaba prima del "--" mantiene il suo tono originale.

### Struttura sillabica
Una sillaba richiede che una vocale (o un dittongo o un trittongo) appaia al centro. Tutte le consonanti possono apparire nella posizione iniziale. Le consonanti p, t, k; m, n e ng (e alcuni considerano h) possono apparire alla fine di una sillaba. Perciò, è possibile avere sillabe come ngiau ("prurito", "prudere") e thng ("zuppa"). Incidentalmente, entrambe queste sillabe degli esempi sono nasali: la prima ha una consonante nasale iniziale; la seconda una vocale. Confronta con l'hangŭl.

### Sandhi tonale

Schema delle regole del sandhi tonale in taiwanese.

Il taiwanese ha regole del sandhi tonale (cambiamento tonale) assai estese: in un enunciato, solo l'ultima sillaba pronunciata non è interessata dalle regole. Che cosa sia un "enunciato" (o "unità intonazionale") è, nel contesto di questa lingua, un argomento corrente della ricerca linguistica. Per lo scopo di questa voce, un enunciato può essere considerato una parola, una locuzione o una breve frase. Le regole seguenti, elencate nell'ordine mnemonico pedagogico tradizionale, governano la pronuncia di un tono su ciascuna delle sillabe interessate (cioè tutte tranne l'ultima in un enunciato):
- Se il numero originale del tono è 5, si pronuncia come tono numero 3 (parlata di Quanzhou/Taipei) o 7 (parlata di Zhangzhou/Tainan).
- Se il numero originale del tono è 7, si pronuncia come tono numero 3.
- Se il numero originale del tono è 3, si pronuncia come tono numero 2.
- Se il numero originale del tono è 2, si pronuncia come tono numero 1.
- Se il numero originale del tono è 1, si pronuncia come tono numero 7.
- Se il numero originale del tono è 8 e la consonante finale non è h (cioè, è p, t o k), si pronuncia come tono numero 4.
- Se il numero originale del tono è 4 e la consonante finale non è h (cioè, è p, t o k), si pronuncia come tono numero 8.
- Se il numero originale del tono è 8 e la consonante finale non è h, si pronuncia come tono numero 3.
- Se il numero originale del tono è 4 e la consonante finale non è h, si pronuncia come tono numero 2.

Vedi il lavoro di Tiuⁿ Jū-hông e Wi-vun Taiffalo Chiung nella Bibliografia, e il lavoro di Robert L. Cheng (Tēⁿ Liông-úi) dell'Università delle Hawaii, per i moderni approcci linguistici ai toni e al sandhi tonale nel taiwanese.

## Pronuncia
Insieme alla scrittura moderna, vengono messi degli accenni dalle convenzioni di alcuni autori di dizionari ottocenteschi di dialetti Minnan, utili da consultare in ricerche filologiche. In particolare, il grosso deriva dalla romanizzazione molto complessa di uno dei primissimi dizionari di Minnan, cioè un dizionario di Hokkien scritto e pubblicato da Walter Henry Medhurst nel 1832. La romanizzazione si standardizza dal 1934 in poi. Il primissimo è l'"Arte de la Lengua Chio Chiu" (漳州?) di Melchior de Mançano (1580-1630?), un missionario dominicano. Scritta nel 1620-1621, rappresenta forse una varietà di Hokkien originaria di Fujian e parlata dai cinesi che vivevano fuori da Manila, nelle Filippine. La sua romanizzazione assomiglia a quella più tarda di Francisco Varo, l'autore dell'"Arte de la Lengua Mandarina".
Nella colonna accanto, viene messo anche il Tâi-lô. Da un paragone, risulta che il Tâi-lô sia più aderente alla pronuncia rispetto al POJ. A questo si aggiunge il pregio che non utilizza diacritici non tonali e apici, a differenza del POJ.  Oggi, il POJ e il Tâi-lô sono entrambi largamente usati e grossomodo sono testa-a-testa nell'utilizzo. Quanto al resto, il Tai-lo e il POJ sono largamente identici, ragion per cui si indicano solo le differenze in Tâi-lô (in scrittura corrente al computer, si può semplificare in "Tai-lo": i diacritici indicano soltanto l'intonazione della vocale).
| Lettera/digrafo POJ | Differenze Tâi-lô | Trascriz. IPA | Spiegazione |
| ------------------- | ----------------- | ------------- | --- |
| a                   | -                 | /a/           | È una "a" di albero. |
| e                   | -                 | /e/           | È una "e" di elmetto, vocale chiusa. |
| ee, ɛ, e͘            | ee                | /ɛ/           | È una "é" di perché, vocale aperta. Questo suono è presente nel dialetto di Zhangzhou e si romanizza in tre modi (il terzo ha un punto in alto). In Tai-lo, siccome non si usano diacritici vocalici e si usa in toto l'alfabeto latino, è "ee". |
| i                   | -                 | /i/           | È una "i" di piccolo, vocale chiusa. Se a inizio sillaba, non ha sostegni ortografici come in pinyin, ma ha "y" nella trascrizione di Medhurst (e.g. 一 it < yit). |
| o                   | -                 | /o/, /ɤ/, /ə/ | È una "o" di occhio, vocale arrotondata chiusa. Una vocale si dice arrotondata se si pronuncia con le labbra arrotondate in un cerchiolino. Questa pronuncia è presente nei dialetti di Amoy, Zhangzhou, Quanzhou e Taipei (la capitale di Taiwan). In alternativa si pronuncia /ɤ/, cioè lo stesso identico suono ma non arrotondato, cioè tenendo le labbra rilassate. Questo suono è presente nell'Hokkien di Kaohsiung (Gaoxiong, nel sud di Taiwan). A Tainan (Taiwan) e come varietà a Kaohsiung si può sentire una schwa/vocale neutra /ə/, cioè un suono che si ottiene immaginando di declamare le consonanti dell'alfabeto ("a, bi, ci, di, e, effe, gi...") senza il nome per intero ("a, b, c, d, e, f, g..."). Nelle trascrizioni IPA dell'Hokkien, un po' di confusione in primis deriva dal fatto che questa famiglia di dialetti si può trascrivere con l'alfabeto Zhuyin, detto anche "Bopomofo", ma il segnetto utilizzato per trascrivere questi tre suoni è ㄛ, che era designato per indicare sempre e solo la vocale neutra. Di fatto, le prime due pronunce sono diffusissime e di fatto sono quelle principali e che si sentono nella parlata concreta. |
| o͘                   | oo                | /ɔ/           | È una "o" di occhio, arrotondata ma aperta. Douglas modifica la lettera in ɵ͘, mentre Medhurst usa un fuorviante "oe", che oggi ha tutt'altra pronuncia. In Tai-lo si scrive due volte la "o" per togliere il diacritico e indicare una vocale aperta. |
| u                   | -                 | /u/           | È una "u" di ultimo, vocale arrotondata chiusa. |
| n                   | nn                | nasalizzaz.   | È una piccola "n" scritta come apice per indicare la nasalizzazione della vocale. Per nasalizzare le vocali, si rilassa la parte morbida del palato, cioè il velo palatino, in modo che il suono esca attraverso il naso. In IPA, la nasalizzazione si segnala con un tildo sopra la vocale ed è una caratteristica presente pure in francese, portoghese, polacco, hindi, nepali, sanscrito, bengali e dialetto shanghainese. Le combinazioni sono aⁿ /ã/, eⁿ /ẽ/, iⁿ /ĩ/, oⁿ /ɔ̃/ (solo la "o" aperta può essere nasalizzata, quindi conoscendo questo dato di fatto il punto in alto non serve), uⁿ /ũ/. Medhurst scrive la "n" come apice non in fondo, ma appena dopo la consonante e prima della vocale (e.g. kaⁿ < kⁿa) o, se ha un dittongo, appena dopo la semiconsonante (koaⁿ < kwⁿa). In altri casi, Medhurst la scrive come in fondo, ng. In più /ĩ/ viene trascritto come eeng (e.g. 篇 phiⁿ 邊 piⁿ 甜 tiⁿ. Oggi hanno pure una seconda pronuncia in -m, che ricalca quella originale in *-m) tranne se preceduta da semivocale (in tale caso è ing). In Tai-lo si scrive una doppia "n" in fondo per indicare la nasalizzazione. Le combinazioni sono dunque ann, enn, inn, onn (ricorda che solo la "o" aperta è nasalizzata), unn.                                                                  |
| ai                  | -                 | /aɪ/          | È una "ai" di aitante, dittongo con la "i" aperta. Medhurst lo scrive come "ay" e in più aggiunge un altro dittongo, "ae", che oggi rappresenta lo stesso suono; si trova nel dizionario di Medhurst in caratteri come 埃, 臺, 來, 開, 愛, 哀 (in Primo Cinese Medio avevano il dittongo *oj). Nella presentazione dei dittonghi, inserisce 皆 "kae", oggi "kai", mentre in 查 "chay" si può notare la pronuncia in dialetto di Zhangzhou "chêe", cioè con la vocale aperta). |
| au                  | -                 | /aʊ/          | È una "au" di auriga, con la seconda vocale arrotondata aperta. |
| iau                 | -                 | /ɪaʊ/         | È una "iau" di "più aulico", con la vocale finale arrotondata aperta. Medhurst trascrive il trittongo come "ëau". Se la semivocale è a inizio sillaba, Medhurst la trascrive come "Y-" (e.g. 要 yau) (altre volte la trascrive Yë-, e.g. 醃 Yëem, vinica al Primo Cinese Medio; oggi si pronuncia "iam" e in putonghua "yan1"). |
| ia                  | -                 | /ɪa/          | È una "ia" di iato. Medhurst la trascrive come ëa 爹 tia < tëa |
| ian                 | -                 | /ɪɛn/         | È una "ien" di iena, con la "e" aperta, ragion per cui la romanizzazione è uguale al pinyin ma a prima lettura è fuorviante. MacGowan e Douglas scrivono "ien", Mentre Medhurst scrive "ëe", come nella parola 福建 Hok-Këèn e 潮州 Chëang-chew e 龍 lëûng. La "e" con l'umlaut/dieresi/tréma nella romanizzazione di Medhurst indica la semivocale /j/ per creare dittonghi. |
| io                  | -                 | /ɪo/          | È una "io" di sciolto, con la vocale arrotondata chiusa. Medhurst trascrive il dittongo come "ëo" 茄 kiô < këo. |
| iu                  | -                 | /iu/          | È una "iu" di iuta, con la vocale arrotondata chiusa. Medhurst trascrive il dittongo come "ëu", eg. 甘肃 Kam-sëuk. |
| oa                  | ua                | /ua/          | È una "ua" di quaglia, dittongo. Medhurst lo trascrive come "wa". |
| oai                 | uai               | /uai/         | È una "uai" di guai. Medhurst trascrive il trittongo come "wae" 乖 koai < kwae. |
| oe                  | ue                | /ue/          | È una "ue" di questo. Medhurst lo trascrive come "öe", in più öey 罪, 喂, 對. In più, per rimanere in tema di dittonghi e trittonghi oggi spariti, Medhurst registra anche "ey", reperibile in 禮, 低, 批, che oggi hanno /e/ oppure /i/. Tutte queste sillabe avevano il dittongo *ej in Primo Cinese Medio. |
| ui                  | -                 | /ui/          | È una "ui" di quinto. Medhurst lo trascrive come "uy" (in isolamento è "wuy" 威. La prima lettera ricorda vagamente le convenzioni del pinyin, assenti nella trascrizione moderna del Peh-oe-ji). Un dittongo che si nasalizza solo nel dialetto di Zhangzhou è proprio questo, uiⁿ (nel taiwanese muta in -ng). |
| b                   | -                 | /b/           | È una "b" di balena, consonante sonora. Una consonante si dice sonora se il palmo della mano intorno alla gola avverte le vibrazioni delle corde vocali durante la pronuncia. Si paragonino "ffff" e "ssss" con "mmmm" e "vvvv". |
| ch (chi)            | ts (tsi)          | /t͡s/ (/t͡ɕ/)   | È una "z" di zero, consonante sorda. Se davanti alla vocale "i", si palatalizza in "ci" di ciao palatale come in cinese moderno standard, cioè pronunciata con la lingua già in posizione di "gn" di gnomo. Anticamente c'era una differenza ortografica tra "ch" /t͡ɕ/ e "ts" /t͡s/. La differenza non veniva marcata e si usava sempre "ch" (tranne in MacGowan, che usa sempre "ts") ma in due opere la differenza è marcata: Douglas e Campbell. La differenza è rimasta inalterata anche dopo la riedizione di Barclay. Oggi la grafia è unica. |
| chh (chhi)          | tsh (tshi)        | /t͡sʰ/ (/t͡ɕʰ/) | È una "z" di zero, sorda e con aspirazione, cioè accompagnata da uno sbuffo d'aria. Davanti a "i", si palatalizza, sempre mantenendo l'aspirazione. Medhurst la trascrive come "ch'h". |
| g                   | -                 | /g/           | È una "g" di gatto, consonante sonora. |
| h                   | -                 | /h/           | È un'aspirazione sorda come nell'inglese have. |
| j (ji)              | -                 | /d͡z/ (/d͡ʑ/)   | È una "z" di zero, consonante stavolta sonora (si pronuncia sonorizzata di solito nel Norditalia). Davanti alla "i" si palatalizza in una "gi" di gioco palatale, cioè con la lingua già in posizione di "gn" di gnomo. Medhurst lo descrive come la J francese /ʒ/. Questa pronuncia è presente ancora oggi nell'Hokkien di Kaohsiung, in cui è sempre /ʑ/: è cioè una "gi" di gioco palatale e senza contatto tra organi, oppure la J francese pronunciata fortemente palatalizzata. |
| k                   | -                 | /k/           | È una "c" di cane, consonante sorda. |
| kh                  | -                 | /kʰ/          | È una "c" di cane, sorda e con aspirazione sorda. Medhurst la romanizza con "k'h": aggiunge cioè un apostrofo e una "h". Assomiglia vagamente alla romanizzazione Wade-Giles, in cui le aspirate si ottengono mettendo un apostrofo dopo la consonante. |
| -k                  | -                 | -/k̚/          | È uno stop senza rilascio udibile di suono pronunciato in zona velare. Gli stop sono presenti pure in coreano, vietnamita, thailandese, dialetto cantonese e Hakka e, anticamente, erano presenti in Old Chinese e Primo Cinese Medio. Per capire come si pronuncia uno stop, si immagini la parola "pacco": nella pronuncia solita, dopo la /a/ il dorso della lingua si poggia sulla zona tondeggiante del palato e rilascia il suono per poi pronunciare/emettere la /o/. Ebbene, lo stop è un'ostruzione del suono tale per cui la lingua tocca il palato e interrompe la /a/ senza più fare nient'altro. Le combinazioni sono ak, ek (/iɪk/, e.g. 革; in Tai-lo /ɪək̚/) oik /ɔk/, iak, iok /ɪɔk/. Solo una pronuncia è totalmente irregolare, cioè "ek", trascrizione che comunque sembra avvicinarsi di più al Primo Cinese Medio e Old Chinese. Non tutte le combinazioni sono presenti in Tai-lo. |
| l                   | -                 | /l/           | È una "l" di leva, consonante sonora. Dal vocabolario di Medhurst, si nota come la *n- /n/ muti talvolta in /l/, e.g. 寧 lêng, 南 lâm. |
| m, -m               | -                 | /m/           | È una "m" di mano, consonante sonora. Si trova anche a fine sillaba come codina nasale. le combinazioni possibili sono am, iam, im, om /ɔm/. |
| "m"                 | -                 | /m̩/           | È una "m" di mano, sonante. Le sonanti sono consonanti che hanno una valenza di vocale e sono presenti pure in sanscrito, lituano, dialetto cantonese e shanghainese. Per la precisione, nei dialetti cinesi hanno valenza di vocale perché si possono intonare: si pensi alla differenza tra "Mh. Capito.", "Mh?? Cosa??" e "MMMHHH CHE BUOOONOOO!!!". Le sonanti derivano da una caduta di suoni in una sillaba, di cui resta solo una consonante. Le sonanti in più si possono usare dentro una sillaba come se fossero la vocale. In dialetto Hokkien, come anche in sanscrito, si trovano anche con questa funzione. Queste sillabe (consonante +sonante) derivano dalla caduta della vocale in una sillaba avente una codina nasale. La "m" come sonante si riconosce perché è scritta in totale isolamento, può avere i diacritici tonali in alto e ha un trattino in basso nell'IPA. La /m/ come sonante in Hokkien è preceduta solo dall'aspirazione (hḿ). Ma come sonante non ha il colpo di glottide in fondo (vedi avanti). Medhurst trascrive la sonante /m̩/ come Ūm. In Tai-lo, solo la "oo" (dunque la "o" aperta) può avere delle finali come stop o codine nasali, ragion per cui si scrivono tutte con una sola "o". L'unica differenza è lo stacco glottale, in cui c'è differenza tra oh e ooh. |
| n, -n               | -                 | /n/           | È una "n" di nave, consonante sonora. Si trova anche come codina nasale a fine sillaba e le combinazioni possibili sono an, ian, in, un, oan. |
| ng, -ng; "ng"       | -                 | /ŋ/; /ŋ̍/      | È una "ng" di panca, consonante nasale sonora pronunciata con il dorso della lingua contro la zona tondeggiante del palato. Anche questo suono può essere una sonante con entrambe le possibilità di utilizzo e ha un trattino in alto in IPA. Un esempio è 黃 huang2, in Hokken n̂g (dialetto di Zhangzhou: ûiⁿ). Medhurst la trascrive come Wuíng (a cui aggiunge Hông, uan terza pronuncia in uso ancora oggi). Si combina con le consonanti in png /pŋ̍/, tng, kng, sng, chng /t͡sŋ̍/, chhng, nng e hng. Un esempio è 酸 suan1, ovvero "sng" (e nel dialetto di Zhangzhou suiⁿ, che Medhurst trascrive come Swing) Come sonante, può pure avere il colpo di glottide, ma si aggiunge solo se preceduta da consonante. Le combinazioni come coda nasale sono ang, eng /iɪŋ/, ong /ɔng/, iong /iɔng/. Dopo "ek", anche la finale "eng" è irregolare. La trascrizione ricorda molto la pronuncia in Primo Cinese Medio e Old Chinese. Medhurst per ng- a inizio parola romanizza "gn"-. In Tai-lo è presente "ing", che si pronuncia come "eng". |
| p                   | -                 | /p/           | È una "p" di palla, consonante sorda. |
| -p                  | -                 | -/p̚/          | È uno stop senza rilascio udibile di suono, stavolta pronunciato serrando entrambe le labbra. Le combinazioni possibili sono ap, iap, ip, op /ɔp/. |
| ph                  | -                 | /pʰ/          | È una "p" di palla, sorda e con aspirazione. Medhurst la latinizza come "p'h". |
| s (si)              | -                 | /s/ (/ɕ/)     | È una "s" di senza, consonante sorda. Davanti alla "i", come in Sudcoreano, si palatalizza in "sci" di scienza palatale, cioè con la lingua già in posizione di "gn" di gnomo. |
| t                   | -                 | /t/           | È una "t" di tavolo, consonante sorda. |
| -t                  | -                 | -/t̚/          | È uno stop senza rilascio udibile di suono pronunciato interrompendo la vocale posizionando la lingua in posizione di /t/. Le combinazioni sono at, iat [iɛt̚] /e.g. 别), it, ut, oat. La finale "iat", regolare, era scritta "iet" da MacGowan, Douglas e nella revisione di Barclay. Medhusrt invece scrive ëet. Ad ogni modo, la latinizzazione attuale è fuorviante. |
| th                  | -                 | /tʰ/          | È una "t" di tavolo sorda e con aspirazione sorda. Medhurst la romanizza con "t'h". |
| -h                  | -                 | -/ʔ/          | È una lettera messa a fine sillaba (vagamente simile allo shanghainese -k/-h/-q a seconda del sistema di romanizzazione) per indicare lo stacco glottale/colpo di glottide, cioè una consonante che si può pensare come un lieve colpetto di tosse pronunciato con una valvola intorno alla gola. Anche le sonanti, pure se precedute da consonante, e le vocali nasalizzate possono avere lo stacco glottale. Quasi ogni vocale e cluster vocalico può avere lo stacco glottale. Solo le finali nasali non hanno il colpo di glottide annesso. Doty lo trascrive con un apostrofo a fine sillaba, mentre Medhurst fonde i due, mettendo cioè un apostrofo e subito dopo la "h" (e.g. ah < a' oppure a'h). Le vocali e dittonghi nasalizzati e con stacco glottale sono (e sono scritte in Peh-oe-ji) ahⁿ, ehⁿ, ohⁿ, iahⁿ, iuhⁿ, oaiⁿ. Da qui si ricava che prima si scrive il colpo di glottide e subito dopo si disambigua che tutto il composto si nasalizza. In Tai-lo avviene il contrario e la grafia è, per esempio, annh. L'ordine è quello più naturale siccome lo stacco glottale è in fondo sia foneticamente che ortograficamente. |

Il Tâi-lô in più usa anche le lettere straniere in prestiti che ritengono la grafia originale e, eventualmente parte della sua pronuncia (che dipende dall'adattamento del prestito o dalla lingua di provenienza): C, D, F, Q, V, W, X, Y, Z. Infine, una -r a fine parola in Tai-lo permette di indicare alcune vocali dialettali (se taiwanesi, sono vocali appartenenti a parlate locali e non a quella generale). Graficamente, il suo utilizzo assomiglia a quello della Erhua/erizzazione/rotacismo in puntonghua. Per la precisione, il Tâi-lô possiede quattro vocali extra (una sola è usata facoltativamente in POJ):
| Vocale/digrafo (Tâi-lô) | IPA  | Spiegazione (Tâi-lô) |
| ----------------------- | ---- | --- |
| ee                      | /ɛ/  | Si pronuncia come una "é" di perché, vocale aperta già menzionata. Le due lettere di fila suggeriscono che è aperta, se si pensa al suono "oo/o +finale" in Tai-lo. |
| ir                      | /ɨ/  | È una vocale alta centrale chiusa, presente pure in russo e romeno. Si può immaginare come una schwa con il dorso della lingua ben sollevato verso l'incavo del palato, oppure si può approssimare pronunciando una comune "i" tenendo una penna in mezzo ai denti, come un cane che tiene un osso tra le fauci. La grafia stessa suggerisce che assomiglia alla lontana a una /i/. |
| er                      | /ə/  | Indica in modo comodo e inequivocabile la vocale neutra schwa. Non ha legami con la sillaba del putonghua "ER", che in Hokkien (e dialetto Yue) viene resa in altro modo (ma che corrisponde in shanghainese). |
| ere                     | /əe/ | Come la grafia stessa suggerisce, è una schwa seguita subito dopo da una /e/, formando un dittongo. |

### Paragoni con il Primo Cinese Medio e l'Old Chinese
L'Hokkien non ha consonanti retroflesse, come avviene anche in shanghainese, cantonese e Hakka (in generale, è una caratteristica tipica dei dialetti meridionali). Sono perse dunque tutte le retroflesse in putonghua e in Primo Cinese Medio, in cui per la prima volta sono apparse a partire perlopiù da cluster dell'Old Chinese.
Ritiene però *-m come il cantonese, tuttavia in dei casi cade e dà luogo a una nasalizzazione (vedi avanti). Ritiene poi i tre stop senza rilascio udibile di suono *-p, *-t e *-k, tranne in dei casi in cui appena dopo la vocale si riducono in degli stacchi glottali (cosa che invece avviene in toto in shanghainese, dialetto di Fuzhou e nelle varietà dialettali settentrionali).
Le palatalizzazioni del cinese moderno standard, influenzato dalla varietà di pronuncia del dialetto di Pechino non sono avvenute, come anche in cantonese (in shanghainese avvengono svariate palatalizzazioni, ma conserva bene molti suoni oggi persi insieme alla distinzione sonora-sorda-sorda aspirata).
Lo stacco glottale in Hokkien non deriva solo da uno stop lenito, ma si trova pure dopo le sonanti e vocali nasalizzate, ma questi due casi non vengono qui trattati.
Le nasalizzazioni in Hokkien avvengono per la caduta della codina nasale in Primo Cinese Medio *-m, *-n e *-ng, ma non avviene in quasi tutte le sillabe, come pure in shanghainese: alcune si nasalizzano e vedono la caduta della codina, ma altre conservano la codina (ma in shanghainese, laddove sono ritenute, danno luogo a un gran numero di assimilazioni, palatalizzazioni e confusioni: il cantonese è molto preciso, mentre l'Hokkien è meno confusionario). Per dare dei veloci esempi, una sillaba con uⁿ è 张 zhang1, con oⁿ è 翁 weng1, con iⁿ è 圆 yuan2, con eⁿ è 生 sheng1, con aⁿ è 衫 shan1 (< *-m; ha pure la versione in -m, che è letteraria ed è conservativa siccome in quella vernacolare avviene la nasalizzazione); o͘  /ɔ/, vocale aperta arrotondata, non ha nasalizzazioni.
Quanto all'odierna sillaba "ER" in putonghua, che corrisponde pure in shanghainese, in Primo Cinese Medio deriva da una sillaba che iniziava con *ny- e finiva con /e, i/. In Old Chinese questo suono non esisteva e deriva da una palatalizzazione di *n- (eventuali cluster consonantici sono poi tutti caduti: il Primo Cinese Medio non ne ha). In Hokkien il suono diventa /d͡ʑ/ (senza contatto tra organi a Kaohsiung; alla lontana, assomiglia alla */z/ del Tardo Coreano Medio, usata proprio per trascrivere e adattare la consonante *ny-). L'esito in Hokkien è identico alle pronunce recenti dei kanji in giapponese (ma nelle pronunce go-on, più antiche, è /nʲ/). In Hokkien, sporadicamente come alternativa in delle varietà di pronuncia si trova /n/, che invece è la pronuncia più antica e conservativa e da cui si può ricostruire proprio *ny-. Alcuni esempi sono: 二 jī, 而 jî 耳 hī (jíⁿ a Zhangzhou e ní a Quanzhou), 爾 ní (jíⁿ s Zhangzhou), 兒 jî (pronuncia di Zhangzhou. Iniziava però in *ng- in Old Chinese, quindi si nota una palatalizzazione in Hokkien e Primo Cinese Medio).
Quanto all'odierna R- in putonghua, deriva anch'essa da *ny- in Primo Cinese Medio, derivata da una palatalizzazione di *n- dall'Old Chinese. a parte le pronunce in cui muta in /l/, per esempio quella di Amoy, Quanzhou e Taipei, in quelle semi-conservative ha nuovamente la variante /d͡ʑ/ (a Kaohsiung senza contatto tra organi): si allinea alle sillabe che oggi sono "ER" e alla soluzione delle pronunce giapponesi successive alla go-on. In casi sporadici in Hokkien è /n/, cioè lo stesso suono dell'Old Chinese). Una carrellata rapida di esempi è: 日 ji̍t (Zhangzhou, Kaohsiung), 入 ji̍p, 如 jî (Zhangzhou) e jû (Kaohsiung), 潤 jūn (Kaohsiung), 人 jîn (Zhangzhou, Kaohsiung), 仁 jîn (Zhangzhou, Kaohsiung), 任 jīm (Zhanghou, Kaohsiung), 然 jiân (Zhangzhou, Kaohsiung), 燃 jiân (Zhangzhou, Kaohsiung), 讓 jiōng (Kaohsiung) e jiāng (Zhangzhou) e straordinariamente niō͘ (Zhangzhou; Tainan a Taiwan), 壤 jióng (Kaohsiung) e jiáng (variante a Zhangzhou e Taiwan; a Taipei più di preciso è lióng), 扔 jêng (Zhangzhou, Kaohsiung), 仍 jiông (Zhangzhou), 軟 nńg (seconda pronuncia a Quanzhou e Amoy) e núi (seconda pronuncia a Zhangzhou), 肉 jio̍k (Zhangzhou, Kaohsiung).
Quanto invece alla /f/ in putonghua, deriva notoriamente dalle bilabiali *bj-, pj-, phj in Primo Cinese Medio, che a loro volta derivano da simili suoni in Old Chinese, in cui non esisteva /f/ (nasce insieme a */v/ durante il Primo Mandarino). Ebbene, le antiche *bj-, pj-, phj- (e simili suoni bilabiali in Old Chinese, non seguiti da semivocale e eventualmente preceduti da un'iniziale blandamente attaccata e poi caduta) in Hokkien si leniscono in /h/ (come in giapponese moderno), ma molti altri caratteri straordinariamente hanno una o più pronunce alternative che hanno la bilabiale sorda /p/ anche con aspirazione. Tutte queste pronunce sono conservative, si avvicinano al coreano e al vietnamita e sono pronunce vernacolari 白 (l'altra in /h/ è letteraria 文. La stessa separazione in lettura bai e wen, con la prima più conservativa, è presente pure in shanghainese). L'Hokkien non ha il suono e lettera /f/, come in putonghua e cantonese. Dalle pronunce vernacolari dei caratteri con doppia pronuncia pertanto si ricostruisce un suono bilabiale. Una carrellata di esempi è: 髮 , hoat; 發 puh / hoa̍t / hoat; 非 hui. 飛 pe / hui / hoe; 反 péng / púiⁿ / pán / páiⁿ / hoán; 凡 hoân / hâm / hoān; 方 hng / png / puiⁿ / hong; 放 hòng / pàng / hàng; 分 pun / hun; 風 hong / hoang; 豐 phong / hong; 否 hóⁿ / hó͘ / hió; 弗 hut; 福 hok; 富 hù / pù.
Quanto alle sillabe che in Primo Cinese Medio iniziavano in *mj- (e *m- in Old Chinese, sporadicamente preceduto da una consonante), mentre in cantonese restano con il suono /m/, in putonghua si sono lenite per poi culminare in /w/ semivocalica per formare un dittongo. In Hokkien, semi-conservativo, si lenisce e modifica in /b/: 未 bē, 味 bī, 晚 boán (pronuncia vernacolare mńg e múi, più conservativa), 亡 bông, 忘 bōng, 望 bāng e bōng, 網 bāng. Anche il giapponese, che ha in dei casi la doppia versione, presenta /b/ (mentre in vietnamita presenta /v/ < */w/); la versione conservativa ritiene /m/. Invece lo shanghainese vernacolare, il coreano, il cantonese e l'Hakka sono conservativi (/m/). Il Teochew, un Minnan che ha un altro sistema di romanizzazione (Peng'im), si comporta in modo analogo agli Hokkien e molto sporadicamente presenta pure /m/, da cui si ricostruisce il suono originale, e.g. 晚 mung2 /muŋ⁵²/, 萬 mog8 /mok̚⁴/ (se usato come cognome), 問 mung7 /muŋ¹¹/, 吻 mug4 /muk̚²/.
Quanto a *ng- in Primo Cinese Medio (deriva dallo stesso suono in Old Chinese/OC o da una /G/ o /q/, cioè una "g" di gatto sonora pronunciata con la radice della lingua contro il velo palatino/la parte morbida del palato, cioè la zona uvulare, e una "c" di cane sorda pronunciata alla stessa maniera e come in arabo moderno), da suono nasale diventa /g/ come in giapponese: conserva in parte la presenza di una occlusiva/plosiva /G/ o /q/ oppure, in molti altri casi, sembra essere un'approssimazione di *ng-, la stessa dei giapponesi. In un numero minore di casi, conserva *ng-, specialmente nella varietà di Zhangzhou: da questa pronuncia si ricostruisce *ng- antico, presente sicuramente in Primo Cinese Medio. Una carrellata rapida di esempi è: 牙 gê (Zhangzhou: gâ. OC *m-ɢˤ<r>a), 芽 gê (Zhangzhou: gâ. OC *m-ɢˤ<r>a), 颜 gân (OC *C.ŋˤrar), 我 góa e alternativa ngó͘ (OC *ŋˤajʔ), 饿 gō (Quanzhou: ngō͘ . OC *ŋˤaj-s), 艾 ngāi (OC *C.ŋˤa[t]-s), 研 gián (Taipei: ngái. OC *[ŋ]ˤe[r]), 鱼 gû (pronuncia alternativa di Amoy. OC *[r.ŋ]a), 玉 gio̍k (Zhangzhou. OC *[ŋ](r)ok), 言 gân (Zhangzhou. OC *ŋa[n], *ŋa[r]), 语 gú (Amoy, Taipei. OC *ŋ(r)aʔ), 牛 ngiû (Zhangzhou. OC *[ŋ]ʷə), 元 goân (OC *[ŋ]o[r]), 原 goân (OC *N-ɢʷar), 月 goa̍t (OC *[ŋ]ʷat), 吴 ngô͘  (OC *ŋʷˤa), 五 (pronuncia alternativa a Zhangzhou e Amoy: ngó͘. OC *C.ŋˤaʔ), 午 ngó͘ (Amoy, Zhangzhou. OC *m-qʰˤaʔ), 瓦 góa (OC *C.ŋʷˤra[j]ʔ), 外 gōa / gōe (OC *[ŋ]ʷˤa[t]-s). In Teochew (è un Minnan, ma non è Hokkien) si trova sia /ŋ/- che /g/- grossomodo in eguale misura (una terza possibilità rara è la mutazione in aspirazione /h/, tale per cui non c'è nessun contatto con organi, a cui si affianca ). Anche il Teochew ha la divisione in pronuncia letteraria e vernacolare. Per esempio, 艾 ha hian7 / ngai6 (/hĩã¹¹/, /ŋai³⁵/). La seconda, più conservativa, è quella letteraria (quella vernacolare cioè è meno conservativa). Un altro esempio di pronuncia doppia in base al registro è 我, ua2 / ngo2 (/ua⁵²/, /ŋo⁵²/): la seconda, più conservativa, è sempre quella letteraria, il che lascia presumere una tendenza inversa rispetto allo shanghainese e Hokkien, in cui la pronuncia vernacolare di contro è la più conservativa (tranne nel caso di -m in Hokkien: è letteraria ma conservativa).

### Toni in Tâi-lô
Il contraltare della facilità di scrittura del Tâi-lô è il suo sistema tonale: è diverso da quello del POJ come scrittura, siccome è confusionario anche se usa gli stessi diacritici (forse a causa dell'evoluzione della lingua ma non della trascrizione). In totale ha dieci toni: un tono neutro, otto toni (di cui due confluiti ma ricostruibili da qualche informazione utile nel nome più i soliti due toni entranti) e un tono extra non ufficiale ma che è stato comunque preso in esame insieme alle vocali extra proprio per rendere il sistema completo. Quest'ultimo tono potrebbe derivare dai prestiti stranieri. Anche il Tâi-lô, per evitare i diacritici, ha le cifre come il pinyin. Il tono neutro si indica sempre con il numero 0. Come al solito, la voce va divisa in tre registri basilari senza forzarla: registro acuto, medio/mediano e grave.
| Cifra | Nome tradizionale | Esemplificazione Tâi-lô | Intonazione +numeri | Spiegazione (Tâi-lô) e ricostruzione dal nome tradizionale |
| ----- | ----------------- | ----------------------- | ------------------- | --- |
| 0     | 轻声              | a--                     | - - -               | Corrisponde al tono neutro in Putonghua (nel Guoyu di solito si evita, l'hokkien taiwanese ne possiede uno). Si appoggia tonalmente alla vocale precedente. |
| 1     | 阴平              | a                       | ˦                   | Intonazione piana/piatta grossomodo nel registro acuto. |
| 2     | 阴上              | á                       | ˥˧                  | Intonazione discendente, da acuto a medio (originariamente era il contrario, come indica il nome tradizionale e il diacritico). |
| 3     | 阴去              | à                       | ˨˩                  | Intonazione discendente, da medio a grave. |
| 4     | 阴入              | ap, at, ak, ah          | ˧˨ +p̚/t̚/k̚/ʔ         | Intonazione discendente, da medio a grave +stop senza rilascio udibile di suono o stacco glottale, siccome è un tono entrante. |
| 5     | 阳平              | â                       | ˨˦                  | Intonazione crescente, da medio a acuto (a giudicare dal nome tradizionale, in origine era un tono piatto nel registro grave, con una voce "yang", cioè calda e corposa, non stridula).                                                                                       |
| 6     | 阳上              | ǎ                       | ˧                   | Intonazione piana, registro medio (a giudicare dal nome tradizionale, era un tono crescente che partiva dal registro grave). |
| 7     | 阳去              | ā                       | ˧                   | Intonazione piana, registro medio. Confluisce con il sesto, a sua volta evoluto, e in origine erano due toni distinti e totalmente diversi a giudicare dal nome tradizionale. Il settimo tono, a giudicare dal nome tradizionale, era un tono decrescente nel registro grave. |
| 8     | 阳入              | a̍p, a̍t, a̍k, a̍h          | ˦ o ˧ +p̚/t̚/k̚/ʔ      | Intonazione piatta grossomodo nel registro medio +stop senza rilascio udibile di suono o stacco glottale, siccome è un tono entrante. |
| 9     | - - -             | a̋                       | ˧˥                  | Tono extra trascritto con due grossi trattini sopra la vocale (assomigliano vagamente all'umlaut/dieresi/tréma). Dal registro medio-acuto, cresce verso l'acuto. |

## Lessico
Moderni studi linguistici (di Robert L. Cheng e Chin-An Li, ad esempio) stimano che la maggior parte (dal 75% al 90%) delle parole taiwanesi abbiano affini in altre lingue cinesi. I falsi amici esistono certamente; ad esempio, cháu significa "correre" in taiwanese, mentre la parola affine del mandarino standard, zǒu, significa "camminare". Inoltre, gli affini possono avere categorie lessicali diverse; ad esempio, il morfema phīⁿ  significa non soltanto "naso" (un sostantivo, come nel mandarino bí), ma anche "odorare" (un verbo, diversamente dal mandarino).
Tra le parole apparentemente meno affini vi sono molte parole fondamentali le cui proprietà contrastano con parole di significato simile di derivazione pan-cinese. Spesso per il primo gruppo manca un carattere han standard, e le parole sono variamente considerate colloquiali, intime, volgari, incolte o più concrete nel significato rispetto al sinonimo pan-cinese. Alcuni esempi: lâng ("persona", concreto) in contrapposizione a jîn (人, "persona", astratto); cha-bó͘ ("donna") in contrapposizione a lú-jîn (女人, "donna", letterario). Diversamente da altre lingue, tuttavia (ad esempio il contrasto tra radici germaniche e latine nella lingua inglese), i due gruppi di parole taiwanesi non possono essere ricondotti altrettanto nettamente alle influenze di due fonti linguistiche disparate.
L'esteso contatto con la lingua giapponese ha prodotto un lascito di prestiti linguistici giapponesi. Benché rappresentino una piccolissima percentuale del vocabolario, il loro uso tende ad avere una frequenza elevata a causa della loro rilevanza per la moderna società e per la cultura popolare. Esempi sono: o͘-tó͘-bái (da オートバイ ootobai "motocicletta", derivato dall'inglese autobike, un esempio di parola Engrish) e pháng (da パン pan "pane", che è essa stessa un prestito dal portoghese). Particelle grammaticali prese in prestito dal giapponese, particolarmente te̍k (da teki 的) e ka (da か), compaiono nel taiwanese di parlanti più anziani.
Mentre il mandarino unisce un suffisso sillabico al pronome singolare per creare una forma collettiva, i pronomi taiwanesi sono collettivizzati mediante nasalizzazione. Ad esempio, i ("egli/ella/esso") e goá ("io") diventano in ("essi") e goán ("noi"), rispettivamente. La -n rappresenta perciò un morfema subsillabico. Come tutte le altre lingue sinitiche, il taiwanese non ha veri plurali.
Diversamente dalle lingue occidentali come l'italiano o l'inglese, il taiwanese ha due pronomi plurali di prima persona. Questa distinzione è chiamata inclusiva, quando "include" il destinatario, ed esclusiva, quando "esclude" il destinatario. Perciò, goán significa noi escluso te, mentre lán significa noi incluso te (simile al plurale maiestatico). La forma inclusiva lán può essere usata per esprimere educazione o solidarietà, come nell'esempio di un parlante che dica ad un estraneo "Dove viviamo?", ma intendendo "Dove vivi tu?".Tale uso non è estraneo del resto all'italiano colloquiale: si pensi a una domanda sulla salute dell'interlocutore del tipo "Allora, come andiamo?".

## Grammatica
La grammatica del taiwanese è simile alle lingue cinesi meridionali come l'hakka e il cantonese. La sequenza "Soggetto Verbo Oggetto" è tipica come, per esempio, in mandarino standard, ma "Soggetto Oggetto Verbo" o la forma passiva (con la sequenza "Oggetto Soggetto Verbo" è possibile con alcune particelle. Si prenda ad esempio una frase semplice: "Io ti tengo". Le parole coinvolte sono: goá ("io" o "me"), phō ("tenere"), lí ("tu" o "te").
- Soggetto Verbo Oggetto (sequenza tipica): la frase nella sequenza tipica sarebbe: Goá phō lí. ("Io ti tengo.")
- Soggetto kā Oggetto Verbo: un'altra frase di significato grosso modo equivalente è: Goá kā lí phō, con la lieve connotazione di "Io ti prendo e ti tengo" o "Io vengo da te e ti tengo".
- Oggetto hō͘ Soggetto Verbo (la forma passiva): allora, Lí hō͘ goá phō significa la stessa cosa ma nella forma passiva, con la connotazione di "Tu permetti a te stesso di essere tenuto da me" o "Tu ti rendi disponibile a che io (ti) tenga".

Con questo, possono essere costruite frasi più complicate: Goá kā chúi hō͘ lí lim ("Io do acqua affinché tu beva": chúi significa "acqua"; lim è "bere").
Questo articolo può fornire solo alcuni esempi molto semplici sulla grammatica, per dare un'impressione. Il lavoro linguistico sulla sintassi del taiwanese è ancora un argomento di studio in corso di esplorazione.
Si ascolti un  per la frase: Kin-á-jit hit-ê cha-bó͘ gín-á lâi góan tau khòaⁿ góa. ("Oggi quella ragazza è venuta a casa mia a trovarmi").

## Alfabeti e ortografie

Una selezione di opere letterarie (originali e tradotte) in taiwanese, in varie ortografie.

Il taiwanese non ha una forte tradizione letteraria. Fino alla fine del XIX secolo, i parlanti taiwanesi scrivevano unicamente in cinese letterario. Un sistema di scrittura del taiwanese usando caratteri latini chiamato pe̍h-ōe-jī (POJ) fu sviluppato nel XIX secolo. (Per sistemi romanizzati aggiuntivi, vedi i riferimenti in "Ortografia in caratteri latini", sotto.) Nondimeno, i parlanti taiwanesi oggigiorno scrivono per la maggior parte comunemente in cinese vernacolare, che usa il vocabolario e la grammatica del mandarino standard, sebbene i caratteri cinesi siano usati anche per rappresentare il taiwanese parlato nella scrittura.

### Caratteri han
Nella maggior parte dei casi, i parlanti taiwanesi usano la scrittura chiamata caratteri han (o caratteri cinesi) come in mandarino, sebbene ci siano un numero di caratteri speciali che sono esclusivi del taiwanese e che si usano talvolta nella scrittura informale. Dove si usano i caratteri han, non sono sempre etimologici o genetici; il prendere in prestito caratteri dal suono o dal significato simili è una pratica comune. I parlanti bilingui mandarino-taiwanese tentano talvolta di rappresentare i suoni del taiwanese adottando caratteri han del mandarino con suono simile. Ad esempio, i caratteri han del gergo volgare khoàⁿ siáⁿ siâu (看三小, sostituito per l'etimologicamente corretto 看啥痟, che significa "Che cosa diavolo stai guardando?") hanno pochissimo significato in mandarino e possono non essere immediatamente compresi da un monolingua taiwanese, in quanto è richiesta la conoscenza delle letture dei caratteri mandarini per decifrarlo completamente.
Nel 2007, il Ministero dell'istruzione di Taiwan ha standardizzato i caratteri han utilizzati per scrivere il taiwanese e ne ha attuato l'insegnamento nelle scuole. Con la crescente alfabetizzazione in taiwanese, ci sono attualmente più blogger taiwanesi in linea che scrivono il taiwanese in Internet usando questi caratteri cinesi standardizzati. I caratteri han si usano anche nel circolo letterario hokkien di Taiwan, per consentire ai poeti e agli scrittori taiwanesi di scrivere letteratura o poesia in lingua taiwanese.

### Ortografia in caratteri latini

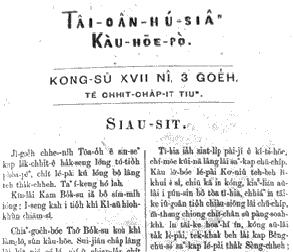
Un numero del Taiwan Church News, pubblicato per la prima volta dai missionari presbiteriani nel 1885. Questo fu il primo giornale stampato a Taiwan, ed era scritto in taiwanese, nell'ortografia latina pe̍h-oē-jī.

In alcune situazioni, il taiwanese è scritto con l'alfabeto latino usando un'ortografia chiamata pe̍h-ōe-jī (POJ), che significa "scrittura vernacolare". Il POJ fu sviluppato per la prima volta da missionari presbiteriani ed in seguito dalla locale Chiesa Presbiteriana di Taiwan; sono attivi nella promozione della lingua sin dalla fine del XIX secolo. Vi è stato un aumento dei testi che usano un'ortografia mista di caratteri han e di romanizzazione, anche se la diffusione di tali testi rimane limitata. Esistono altre ortografie basate sull'alfabeto latino, le più significative essendo l'Alfabeto fonetico della lingua taiwanese (Taiwanese Language Phonetic Alphabet, TLPA), il Daighi tongiong pingim (DT), il Ganvsig daiuuan bhanlam ghiw tongiong pingimv (GDT), il Taiwanese letterale moderno (Modern Literal Taiwanese, MLT), il Taiwanese letterale moderno semplificato (Simplified MLT, SMLT), il Phofsit Daibuun (PSDB) e il Tâi-ôan Lô-má-jī (vedi sotto). GDT, MLT, SMLT e PSDB impiegano l'ortografia tonale per indicare il tono senza uso di simboli diacritici, bensì di lettere alfabetiche.
In POJ, la lista tradizionale delle lettere è
a b ch chh e g h i j k kh l m n ng o o͘ p ph s t th (ts) u
Ventiquattro in tutto, compresa l'obsoleta ts, che era usata in alcune circostanze per rappresentare la moderna ch. Le necessità aggiuntive sono il simbolo nasale ⁿ  (n soprascritta; la forma maiuscola N si usa a volte nei testi tutti in maiuscolo, come i titoli dei libri o le testate dei paragrafi), e i segni diacritici tonali.
Nel 2006, il Comitato nazionale per le lingue (Ministero dell'istruzione, Repubblica di Cina) propose uno schema chiamato Tâi-ôan Lô-má-jī (Tâi-lô, letteralmente "ortografia romanizzata per il taiwanese"). Questo schema riconcilia due delle ortografie più consolidate, il TLPA e il POJ. I cambiamenti per le consonanti implicavano l'uso di ts per il che del POJ (ritornando all'ortografia del XIX secolo), e di tsh per chh. Per le vocali, o potrebbe essere opzionalmente rappresentata come oo. Anche il segno nasale ⁿ potrebbe essere opzionalmente rappresentato come nn. Il resto dello schema, in modo più specifico l'uso dei segni diacritici per marcare i toni, sembrava fosse nella tradizione del POJ. Uno degli obiettivi di questo compromesso era di contenere qualsiasi aumento della "quota di mercato" del Daighi tongiong pingim/Tongyong Pinyin. Non è chiaro se la comunità adotterà questo nuovo accordo.

### Ortografie in kana e in bopomofo

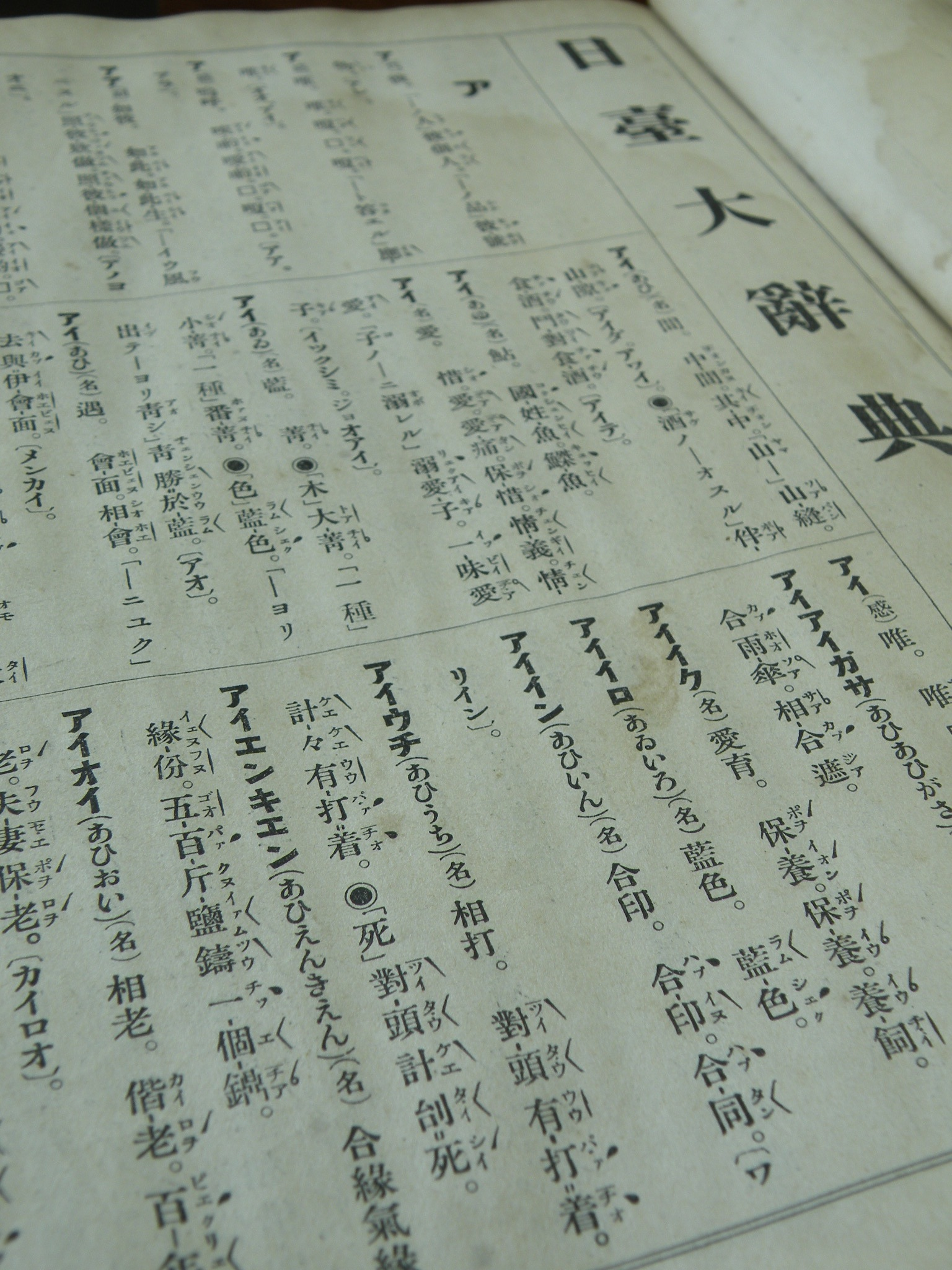
Il dizionario taiwanese-giapponese, che usa l'ortografia in kana

Vi fu un'ortografia del taiwanese basata sui kana giapponesi durante il dominio giapponese. Il governo del Kuomintang tentò anche di introdurre un'ortografia in bopomofo.

### Confronto di ortografie
Qui sono confrontate le diverse ortografie:
| IPA                           | a     | ap    | at    | ak    | aʔ    | ã      | ɔ     | ɔk    | ɔ̃      | ə     | o     | e     | ẽ      | i     | ɪɛn    | iŋ     |
| Pe̍h-ōe-jī                     | a     | ap    | at    | ak    | ah    | aⁿ     | o͘     | ok    | oⁿ     | o     | o     | e     | eⁿ     | i     | ian    | eng    |
| TLPA riveduto                 | a     | ap    | at    | ak    | ah    | aN     | oo    | ok    | ooN    | o     | o     | e     | eN     | i     | ian    | ing    |
| TLPA                          | a     | ap    | at    | ak    | ah    | ann    | oo    | ok    | oonn   | o     | o     | e     | enn    | i     | ian    | ing    |
| Pumindian                     | a     | ap    | at    | ak    | ah    | na     | oo    | ok    | noo    | o     | o     | e     | ne     | i     | ien    | ing    |
| MLT                           | a     | ab/ap | ad/at | ag/ak | aq/ah | va     | o     | og/ok | vo     | ø     | ø     | e     | ve     | i     | ien    | eng    |
| DT                            | a     | āp/ap | āt/at | āk/ak | āh/ah | ann/aⁿ | o     | ok    | onn/oⁿ | or    | or    | e     | enn/eⁿ | i     | ian/en | ing    |
| Kana taiwanese                | アア  | アプ  | アツ  | アク  | ア    | アア   | オオ  | オク  | オオ   | オオ  | ヲヲ  | エエ  | エエ   | イイ  | イエヌ | イエン |
| Zhuyin                        | ㄚ    | ㄚㆴ  | ㄚㆵ  | ㄚㆶ  | ㄚㆷ  | ㆩ     | ㆦ    | ㆦㆶ  | ㆧ     | ㄜ    | ㄛ    | ㆤ    | ㆥ     | ㄧ    | ㄧㄢ   | ㄧㄥ   |
| Tâi-lô                        | a     | ap    | at    | ak    | ah    | ann    | oo    | ok    | onn    | o     | o     | e     | enn    | i     | ian    | ing    |
| Esempio (cinese tradizionale) | 亞 洲 | 壓 力 | 警 察 | 沃 水 | 牛 肉 | 三 十  | 烏 色 | 中 國 |        | 澳 洲 | 澳 洲 | 下 晡 |        | 醫 學 | 鉛 筆  | 英 國  |
| Esempio (cinese semplificato) | 亚 洲 | 压 力 | 警 察 | 沃 水 | 牛 肉 | 三 十  | 烏 色 | 中 国 |        | 澳 洲 | 澳 洲 | 下 晡 |        | 医 学 | 铅 笔  | 英 国  |

| IPA                           | ɪk     | ĩ      | ai    | aĩ       | au    | am    | ɔm   | m̩     | ɔŋ    | ŋ̍     | u     | ua    | ue    | uai    | uan    | ɨ     | (i)ũ      |
| Pe̍h-ōe-jī                     | ek     | iⁿ     | ai    | aiⁿ      | au    | am    | om   | m     | ong   | ng    | u     | oa    | oe    | oai    | oan    | i     | (i)uⁿ     |
| TLPA riveduto                 | ik     | iN     | ai    | aiN      | au    | am    | om   | m     | ong   | ng    | u     | ua    | ue    | uai    | uan    | ir    | (i)uN     |
| TLPA                          | ik     | inn    | ai    | ainn     | au    | am    | om   | m     | ong   | ng    | u     | ua    | ue    | uai    | uan    | ir    | (i)unn    |
| Pumindian                     | ik     | ni     | ai    | nai      | au    | am    | om   | m     | ong   | ng    | u     | ua    | ue    | uai    | uan    | i     | n(i)u     |
| MLT                           | eg/ek  | vi     | ai    | vai      | au    | am    | om   | m     | ong   | ng    | u     | oa    | oe    | oai    | oan    | i     | v(i)u     |
| DT                            | ik     | inn/iⁿ | ai    | ainn/aiⁿ | au    | am    | om   | m     | ong   | ng    | u     | ua    | ue    | uai    | uan    | i     | (i)unn/uⁿ |
| Kana taiwanese                | イエク | イイ   | アイ  | アイ     | アウ  | アム  | オム | ム    | オン  | ン    | ウウ  | ヲア  | ヲエ  | ヲアイ | ヲアヌ | ウウ  | ウウ      |
| Zhuyin                        | ㄧㆶ   | ㆪ     | ㄞ    | ㆮ       | ㆯ    | ㆰ    | ㆱ   | ㆬ    | ㆲ    | ㆭ    | ㄨ    | ㄨㄚ  | ㄨㆤ  | ㄨㄞ   | ㄨㄢ   | ㆨ    | ㆫ        |
| Tâi-lô                        | ik     | inn    | ai    | ainn     | au    | am    | om   | m     | ong   | ng    | u     | ua    | ue    | uai    | uan    | i     | iunn      |
| Esempio (cinese tradizionale) | 翻 譯  | 病 院  | 愛 情 |          | 歐 洲 | 暗 時 |      | 阿 姆 | 王 梨 | 黃 色 | 有 無 | 歌 曲 | 講 話 | 奇 怪  | 人 員  | 豬 肉 | 舀 水     |
| Esempio (cinese semplificato) | 翻 译  | 病 院  | 爱 情 |          | 欧 洲 | 暗 时 |      | 阿 姆 | 王 梨 | 黄 色 | 有 无 | 歌 曲 | 讲 话 | 奇 怪  | 人 员  | 猪 肉 | 舀 水     |

| IPA                           | p     | b     | pʰ    | m     | t     | tʰ    | n     | nŋ    | l     | k     | ɡ     | kʰ    | h     | tɕi   | ʑi    | tɕʰi  | ɕi    | ts    | dz    | tsʰ   | s     |
| Pe̍h-ōe-jī                     | p     | b     | ph    | m     | t     | th    | n     | nng   | l     | k     | g     | kh    | h     | chi   | ji    | chhi  | si    | ch    | j     | chh   | s     |
| TLPA riveduto                 | p     | b     | ph    | m     | t     | th    | n     | nng   | l     | k     | g     | kh    | h     | zi    | ji    | ci    | si    | z     | j     | c     | s     |
| TLPA                          | p     | b     | ph    | m     | t     | th    | n     | nng   | l     | k     | g     | kh    | h     | zi    | ji    | ci    | si    | z     | j     | c     | s     |
| Pumindian                     | b     | bb    | p     | bb    | d     | t     | n     | lng   | l     | g     | gg    | k     | h     | zi    | li    | ci    | si    | z     | l     | c     | s     |
| MLT                           | p     | b     | ph    | m     | t     | th    | n     | nng   | l     | k     | g     | kh    | h     | ci    | ji    | chi   | si    | z     | j     | zh    | s     |
| DT                            | b     | bh    | p     | m     | d     | t     | n     | nng   | l     | g     | gh    | k     | h     | zi    | r     | ci    | si    | z     | r     | c     | s     |
| Kana taiwanese                | パア  | バア  | パ̣ア  | マア  | タア  | タ̣ア  | ナア  | ヌン  | ラア  | カア  | ガア  | カ̣ア  | ハア  | チイ  | ジイ  | チ̣イ  | シイ  | サア  | ザア  | サ̣ア  | サア  |
| Zhuyin                        | ㄅ    | ㆠ    | ㄆ    | ㄇ    | ㄉ    | ㄊ    | ㄋ    | ㄋㆭ  | ㄌ    | ㄍ    | ㆣ    | ㄎ    | ㄏ    | ㄐ    | ㆢ    | ㄑ    | ㄒ    | ㄗ    | ㆡ    | ㄘ    | ㄙ    |
| Tâi-lô                        | p     | b     | ph    | m     | t     | th    | n     | nng   | l     | k     | g     | kh    | h     | tsi   | ji    | tshi  | si    | ts    | j     | tsh   | s     |
| Esempio (cinese tradizionale) | 報 紙 | 閩 南 | 普 通 | 請 問 | 豬 肉 | 普 通 | 過 年 | 雞 卵 | 樂 觀 | 價 值 | 牛 奶 | 客 廳 | 煩 惱 | 支 持 | 漢 字 | 支 持 | 是 否 | 報 紙 | 熱 天 | 參 加 | 司 法 |
| Esempio (cinese semplificato) | 报 纸 | 闽 南 | 普 通 | 请 问 | 猪 肉 | 普 通 | 过 年 | 鸡 卵 | 乐 观 | 价 值 | 牛 奶 | 客 厅 | 烦 恼 | 支 持 | 汉 字 | 支 持 | 是 否 | 报 纸 | 热 天 | 参 加 | 司 法 |

| Nome tonale                     | Yin piano 陰平 | Yin ascendente 陰上 | Yin uscente 陰去 | Yin entrante 陰入   | Yang piano 陽平 | Yang ascendente 陽上 | Yang uscente 陽去 | Yang entrante 陽入  |      |      |
| ------------------------------- | -------------- | ------------------- | ---------------- | ------------------- | --------------- | -------------------- | ----------------- | ------------------- | ---- | ---- |
| IPA                             | a˥             | a˥˧                 | a˨˩              | ap˩ at˩ ak˩ aʔ˩     | a˧˥             |                      | a˧                | ap˥ at˥ ak˥ aʔ˥     | a˥˥  | a˨   |
| Pe̍h-ōe-jī                       | a              | á                   | à                | ap at ak ah         | â               |                      | ā                 | a̍p a̍t a̍k a̍h         |      | --a  |
| TLPA riveduto TLPA              | a1             | a2                  | a3               | ap4 at4 ak4 ah4     | a5              | a6                   | a7                | ap8 at8 ak8 ah8     | a9   | a0   |
| Pumindian                       | ā              | ǎ                   | à                | āp āt āk āh         | á               |                      | â                 | áp át ák áh         |      |      |
| MLT                             | af             | ar                  | ax               | ab ad ag aq         | aa              | aar                  | a                 | ap at ak ah         |      | ~a   |
| DT                              | a              | à                   | â                | āp āt āk āh         | ǎ               | ä                    | ā                 | ap at ak ah         | á    | å/aj |
| Kana taiwanese (vocali normali) | アア           | アア                | アア             | アプ アツ アク ア   | アア            |                      | アア              | アプ アツ アク ア   |      |      |
| Kana taiwanese (vocali nasali)  | アア           | アア                | アア             | アプ アツ アク ア   | アア            |                      | アア              | アプ アツ アク ア   |      |      |
| Zhuyin                          | ㄚ             | ㄚˋ                 | ㄚᒻ              | ㄚㆴ ㄚㆵ ㄚㆶ ㄚㆷ | ㄚˊ             |                      | ㄚ⊦               | ㄚㆴ̇ ㄚㆵ̇ ㄚㆶ̇ ㄚㆷ̇ |      |      |
| Tâi-lô                          | a              | á                   | à                | ah                  | â               | ǎ                    | ā                 | a̍h                  | a̋    | --ah |
| Esempio (cinese tradizionale)   | 公司           | 報紙                | 興趣             | 血壓 警察 中國 牛肉 | 人員            |                      | 草地              | 配合 法律 文學 歇熱 | 昨昏 | 入去 |
| Esempio (cinese semplificato)   | 公司           | 报纸                | 兴趣             | 血压 警察 中国 牛肉 | 人员            |                      | 草地              | 配合 法律 文学 歇热 | 昨昏 | 入去 |

- Nota: I caratteri estesi bopomofo nella riga in zhuyin richiedono un font UTF-8 capace di mostrare i valori Unicode 31A0–31B7 (es. il font true type Code2000).

### Informatica

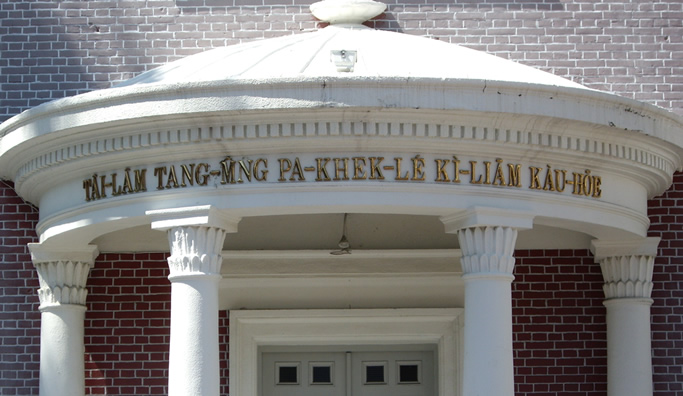
Iscrizione in pe̍h-ōe-jī presso una chiesa a Tâi-lâm che commemora Thomas Barclay.

Sono disponibili molte disposizioni di tastiera e metodi di immissione per inserire caratteri latini o han in taiwanese. Alcuni sono gratuiti, altri commerciali.
La lingua min nan è registrata per l'RFC 3066 come zh-min-nan. Il taiwanese può essere rappresentato come "zh-min-nan-TW".
Quando scrivono il taiwanese in caratteri han, alcuni scrittori creano "nuovi" caratteri nei casi in cui considerano impossibile usare direttamente o prendere a prestito quelli esistenti; questo corrisponde a pratiche simili nell'uso dei caratteri nel cantonese, nel chữ nôm vietnamita, nell'hanja coreano e nel kanji giapponese. Questi di solito non sono codificati nell'Unicode (o nel corrispondente ISO/IEC 10646: Universal Character Set), creando così problemi nell'elaborazione informatica.
Tutti i caratteri latini richiesti dal pe̍h-oē-jī possono essere rappresentati usando l'Unicode (o il corrispondente ISO/IEC 10646: Universal Character Set), usando caratteri precomposti o combinanti (segni diacritici).
Anteriormente al giugno 2004, la vocale [ɔ] affine ma più aperta della o, scritta con un "punto superiore destro", non era codificata. Lo stratagemma abituale era di usare il carattere (con interlinea indipendente) "punto mediano" (U+00B7, ·) o, meno comunemente, il carattere combinante "punto superiore" (U+0307). Poiché questi sono tutt'altro che ideali, fin dal 1997 sono state presentate proposte al gruppo di lavoro ISO/IEC responsabile dell'ISO/IEC 10646 – ossia, ISO/IEC JTC1/SC2/WG2 – codificare un nuovo carattere combinante "punto superiore destro". Questo è ora ufficialmente assegnato a U+0358 (vedi documenti N1593, N2507, N2628,
N2699 Archiviato il 10 marzo 2021 in Internet Archive., e N2770). Il supporto nei caratteri tipografici è venuto dopo: ad esempio, nel Charis SIL.

## Sociolinguistica

### Variazioni regionali
All'interno della più vasta comunità di lingua hokkien del Sud-est asiatico, l'ē-mn̂g (amoy o xiamen) è storicamente la variante di prestigio, con altre varianti principali provenienti da Choâⁿ-chiu/Choân-chiu (Chinchew o Quanzhou nel Fujian) e da Chiang-chiu (Changchew o Zhangzhou sempre nel Fujian). Un'altra lingua min nan, quella di Tiô-chiu (Teochew o Chaozhou nel Guangdong orientale), è anch'essa ampiamente parlata in queste regioni.
A Taiwan, tuttavia, l'idioma di Tâi-lâm (Tainan, Taiwan meridionale) è la variante di prestigio, e le altre varianti principali sono l'idioma settentrionale, l'idioma centrale (vicino a Taichung e alla città portuale di Lo̍k-káng nella Contea di Changhua), e l'idioma costiero settentrionale (nord-orientale) (dominante a Gî-lân). La caratteristica distintiva dell'idioma costiero è l'uso della vocale uiⁿ al posto di ng. L'idioma settentrionale si distingue per l'assenza dell'8° tono, e per alcuni scambi vocalici (per esempio, i e u, e e oe). L'idioma centrale ha una vocale aggiuntiva [ɨ] o [ø] fra i e u, che può essere rappresentata come ö.

#### Inclinazioni verso il Quanzhou-Zhangzhou
Gli immigranti di lingua hokkien a Taiwan avevano origine dalle prefetture di Quanzhou (44,8%) e di Zhangzhou (35,2%). La fonologia originale di queste regioni fu diffusa intorno a Taiwan durante il processo di immigrazione. Con lo sviluppo avanzato dei trasporti e la maggiore mobilità della popolazione taiwanese, l'idioma hokkien taiwanese virò verso una mescolanza di idiioma di Quanzhou e di Zhangzhou, conosciuto come "Zhang Quan Lan (漳泉濫)" (Ang Ui-jin, 1987). A seconda della diversa proporzione di questa mescolanza, alcune regioni sono più inclini verso l'accento di Quanzhou, mentre altre tendono di più verso l'accento di Zhangzhou.
In generale, l'accento di Zhangzhou è più comune all'interno della regione montuosa di Taiwan ed è conosciuto come "accento di Neibu (內埔腔)"; l'accento di Quanzhou è più comune lungo la regione costiera ed è noto come "accento di Haikou (海口腔)". La variazione regionale all'interno dell'hokkien taiwanese è semplicemente una variazione nella proporzione della combinazione dell'accento di Quanzhou e di quello di Zhangzhou. Essa oscilla dall'accento di Lugang (basato sull'accento di Quanzhou) da un lato, all'accento di Yilan (basato sull'accento di Zhangzhou) dall'altro. Gli accenti di Tainan, Kaohsiung e Taitung, d'altro canto, sono i più vicini all'accento di prestigio taiwanese.
| Accento di Quanzhou                                          |
| ------------------------------------------------------------ |
| Lugang                                                       |
| Penghu, Taixi, regione costiera di Dajia (accento di Haikou) |
| Taipei, Hsinchu (molto simile all'accento di amoy)           |
| Tainan, Kaohsiung e Taitung (accento di prestigio)           |
| Taichung, Changhua e Chiayi (accento di Neibu)               |
| Yilan                                                        |
| accento di Zhangzhou                                         |

### Fluidità
Una grande maggioranza di persone a Taiwan sanno parlare sia il cinese standard che il taiwanese, sebbene il grado di fluidità vari ampiamente. Ci sono tuttavia piccole ma significativi gruppi di persone a Taiwan, principalmente ma non esclusivamente Hakka e originari della Cina continentale, che non sanno parlare il taiwanese in modo fluido. Hakka urbani, della classe operaia nonché Continentali più giovani della Taiwan meridionale tendono ad avere una migliore fluidità, simile perfino a quella della lingua nativa. Approssimativamente metà degli Hakka di Taiwan parlano effettivamente il taiwanese. Ci sono molte famiglie con linee di discendenza miste Hakka, Hoklo e aborigena. C'è, tuttavia, un'alta percentuale di persone a Taiwan, indipendentemente dalla loro origine, che sono in grado di capire il taiwanese meglio di quanto riescano a parlarlo.
Quale variante viene usata dipende fortemente dal contesto, e in generale la gente userà il mandarino in situazioni più formali e il taiwanese in quelle più informali. Il taiwanese tende ad essere utilizzato di più nelle aree rurali, mentre il mandarino è più usato negli ambienti urbani. Le persone più anziane tendono ad usare il taiwanese, mentre quelle più giovani preferiscono il mandarino. Nelle trasmissioni dei media, gli spettacoli delle soap opera, dei drammi e del varietà tendono ad usare il taiwanese, mentre gli spettacoli di giochi e i documentari tendono ad usare il mandarino. Le notizie di politica sono trasmesse sia in taiwanese che in mandarino.

### Sociolinguistica e genere
Il taiwanese è anche percepito da alcuni come dotato di una lieve tendenza maschile, che lo rende popolare tra gli uomini della popolazione più giovane. Corrispondentemente, a volte questa lingua è percepita come "non adatta ad una signora" quando viene parlata dalle donne della popolazione più giovane.

### Forme speciali letterarie e artistiche
Il chhit-jī-á (letteralmente, "ciò che ha sette sillabe") è un metro poetico in cui ogni verso ha 7 sillabe.
Vi è una speciale forma di rappresentazione musicale/drammatica: il koa-á-hì, l'opera taiwanese; l'argomento di solito è un evento storico. Carattere unico ha anche una forma simile del teatro di burattini, il pò͘-tē-hì ("burattini taiwanesi"), ed è stato elaborato negli ultimi due decenni in imponenti spettacoli televisivi.
Vedi cucina taiwanese per i nomi di vari piatti locali.

### Traduzioni della Bibbia

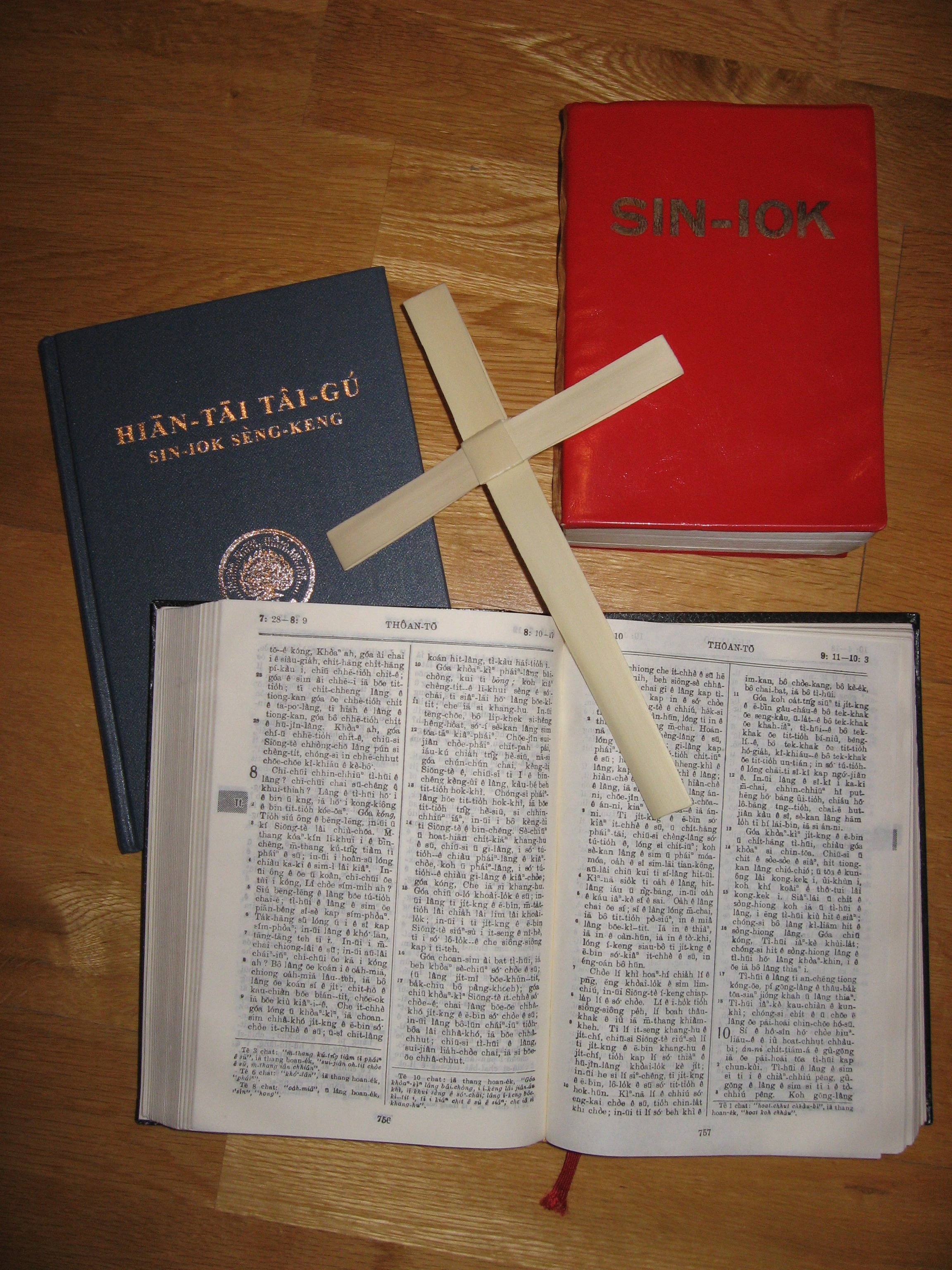
Una raccolta di traduzioni della Bibbia in taiwanese. In alto a sinistra, la versione in taiwanese odierno; in alto a destra, la Bibbia con la Copertina Rossa; in basso, la traduzione di Barclay.

Come nel caso di molte altre lingue, le traduzioni della Bibbia in taiwanese segnarono pietre miliari nei tentativi di standardizzazione della lingua e della sua ortografia.
La prima traduzione della Bibbia in amoy o in taiwanese nell'ortografia pe̍h-ōe-jī fu opera del primo missionario a Taiwan, James Laidlaw Maxwell, con il Nuovo Testamento Lán ê Kiù-chú Iâ-so͘ Ki-tok ê Sin-iok pubblicato nel 1873 e il Vecchio Testamento Kū-iok ê Sèng Keng nel 1884.

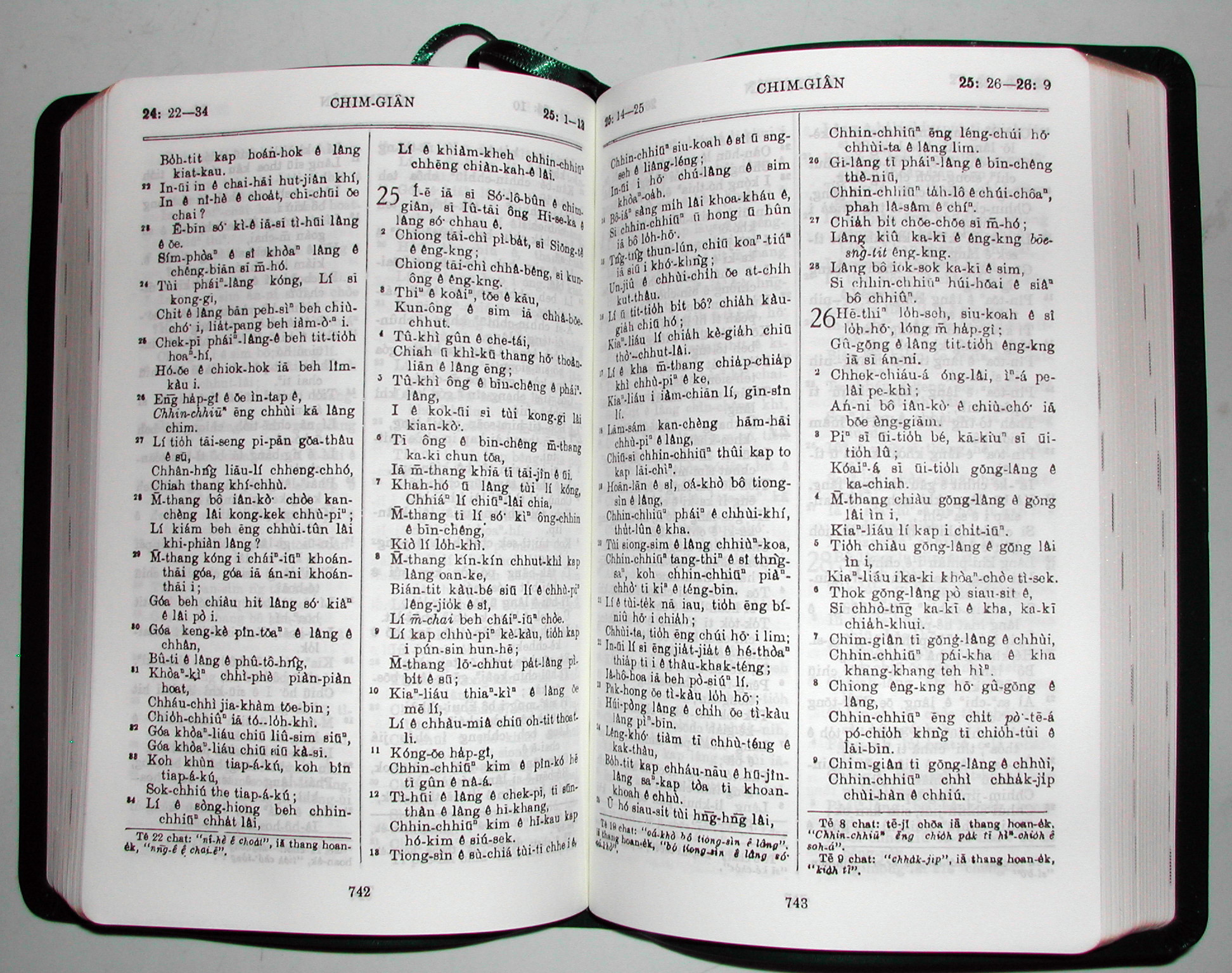
Una copia della traduzione in amoy di Barclay, aperta ai Proverbi.

La successiva traduzione della Bibbia in taiwanese o amoy fu opera del missionario a Taiwan, Thomas Barclay, portata a termine nel Fujian e a Taiwan. Una traduzione del Nuovo Testamento fu completata e pubblicata nel 1916. L'opera risultante contenente il Vecchio e il Nuovo Testamento, nell'ortografia pe̍h-ōe-jī, fu terminata nel 1930 e pubblicata nel 1933 come Sin-kū-iok ê Sèng-keng (Bibbia romanizzata in amoy). Questa edizione fu poi traslitterata in caratteri han e pubblicata come Sèng-keng Tâi-gí Hàn-jī Pún (聖經台語漢字本) nel 1996.

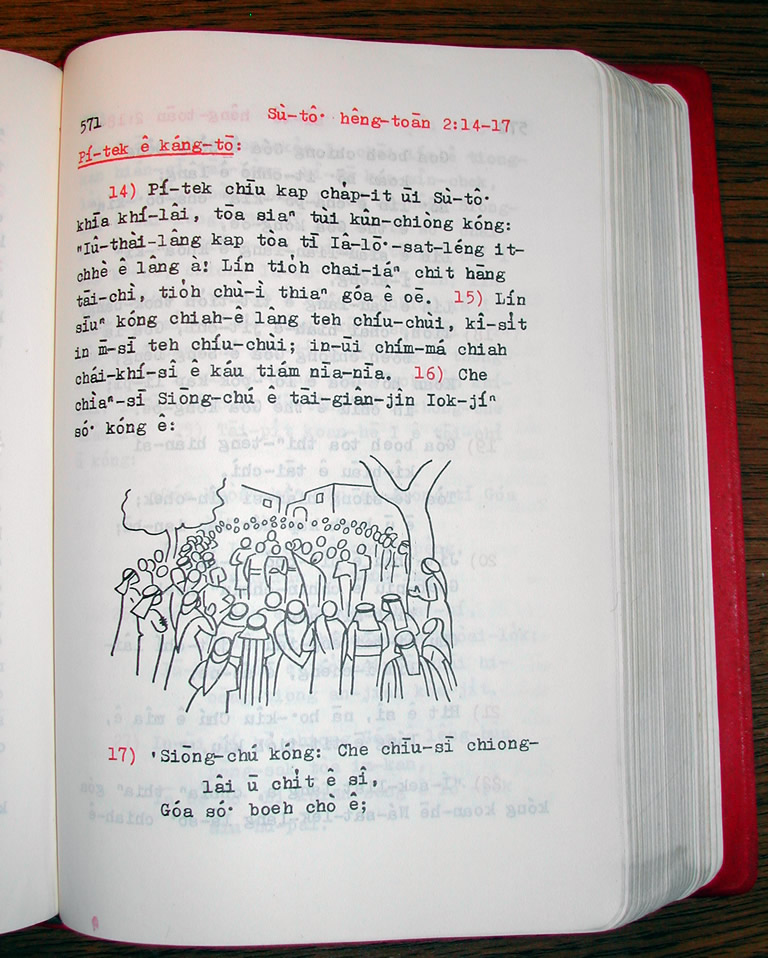
Una pagina della Bibbia con la Copertina Rossa.

La "Versione Ko-Tân (Kerigma) in taiwanese colloquiale" del Nuovo Testamento (Sin-iok) in pe̍h-ōe-jī, nota anche come la "Bibbia con la Copertina Rossa" (Âng-phoê Sèng-keng), fu pubblicata nel 1973 come sforzo ecumenico tra la Chiesa presbiteriana protestante di Taiwan e la missione cattolica di Maryknoll. Questa traduzione usava un vocabolario più moderno (alquanto influenzato dal mandarino), ed era espressione del dialetto di Taiwan, perché la missione di Maryknoll aveva sede vicino a Tâi-tiong. Fu ben presto confiscata dal governo del Kuomintang (che obiettava all'uso dell'ortografia latina) nel 1975.
Una traduzione basata sul principio dell'equivalenza funzionale, Hiān-tāi Tâi-gú Sin-iok Sèng-keng ("Versione romanizzata in taiwanese odierno"), contenente solo il Nuovo Testamento, di nuovo in pe̍h-ōe-jī, fu pubblicata nel 2008 come collaborazione tra la Chiesa presbiteriana di Taiwan e la Società biblica di Taiwan. Una traduzione del Vecchio Testamento, che segue lo stesso principio, è in preparazione.

### Politica
Fino agli anni ottanta, l'uso del taiwanese, unitamente a tutti i dialetti diversi dal mandarino, era scoraggiato dal Kuomintang attraverso misure quali la messa al bando del suo uso nelle scuole e la limitazione della quantità di trasmissioni in taiwanese sui mezzi di comunicazione elettronici. Queste misure furono abolite verso gli anni novanta, ed il taiwanese divenne un emblema del movimento per la localizzazione taiwanese, che rivendica l'importanza di una cultura taiwanese autonoma, piuttosto che considerare Taiwan come una mera appendice della Cina. Il mandarino rimane la lingua predominante dell'educazione, sebbene le scuole taiwanesi consentano agli studenti di scegliere l'insegnamento nella loro "madre lingua": taiwanese, hakka, o lingue aborigene.
Sebbene l'uso del taiwanese rispetto al mandarino sia stato storicamente parte del movimento per l'indipendenza di Taiwan, il legame tra la politica e la lingua non è così forte come una volta. Una certa fluidità in taiwanese è una caratteristica desiderabile per ottenere una carica politica a Taiwan sia per i politici indipendentisti che per quelli unificazionisti. Al tempo stesso perfino alcuni sostenitori dell'indipendenza di Taiwan hanno dato meno enfasi alla connessione con la lingua taiwanese al fine di ottenere l'appoggio dei Cinesi continentali e degli Hakka.
James Soong limitò l'uso del taiwanese e di altre lingue locali nelle trasmissioni radio-televisive mentre svolgeva le funzioni di Direttore dell'Ufficio governativo per l'informazione all'inizio della sua carriera, ma in seguito divenne uno dei primi politici di origine continentale ad usare il taiwanese in occasioni semi-formali. Da allora, i politici che si oppongono all'indipendenza di Taiwan usano frequentemente il taiwanese nei raduni anche quando non sono parlanti nativi della lingua e la parlano male. Per converso, i politici che sono stati tradizionalmente identificati con l'indipendenza di Taiwan usano il mandarino in occasioni formali e semi-formali come le conferenze stampa. Un esempio di questi ultimi è stato il presidente Chen Shui-bian che era solito usare il mandarino in tutti i discorsi ufficiali di stato, ma usava principalmente il taiwanese nei raduni politici e in alcune occasioni di stato informali come i saluti per il Nuovo Anno. L'attuale Capo di Stato e presidentessa del Partito Democratico Progressista (PDP) Tsai Ing-wen è stata critica dai suoi sostenitori per non usare il taiwanese nei suoi discorsi. L’ex presidente Ma Ying-jeou parlò in taiwanese durante il suo discorso per il giorno della festa nazionale (10 ottobre, il cosiddetto "Giorno del doppio dieci") mentre stava parlando dello stato dell'economia a Taiwan.
Dall'inizio del XXI secolo, vi sono ormai poche differenze nell'uso della lingua tra la Coalizione pan-azzurra di orientamento antindipendentista e la Coalizione pan-verde di orientamento indipendentista. Entrambe tendono ad usare il taiwanese ai raduni politici e talvolta nelle interviste informali ed entrambe tendono ad usare il mandarino alle conferenze stampa formali e alle funzioni di stato ufficiali. Entrambe inoltre tendono ad usare di più il mandarino a Taiwan settentrionale e di più il taiwanese a Taiwan meridionale. Tuttavia negli incontri ufficiali di partito (in opposizione sia alle funzioni di stato orientate al mandarino che ai raduni di partito orientati al taiwanese), il PDP tende ad usare il taiwanese mentre il KMT ed il Partito del Popolo per Primo (PPP) tendono ad usare il mandarino. L'Unione per la Solidarietà di Taiwan, che sostiene una linea dura sull'indipendenza di Taiwan, tende ad utilizzare il taiwanese perfino nelle conferenze stampa formali. Nel parlare, i politici spesso cambiano codice. Nella scrittura, quasi tutti usano il mandarino vernacolare che è più distante dal taiwanese, mentre l'uso della scrittura semi-alfabetica o perfino dei caratteri del taiwanese colloquiale è raro.
Malgrado questi tratti in comune, ci sono ancora atteggiamenti differenti riguardo alla relazione tra taiwanese e mandarino. In generale, sebbene i sostenitori della riunificazione cinese credano che tutte le lingue utilizzate a Taiwan dovrebbero essere rispettate, essi tendono a ritenere che il mandarino dovrebbe comunque avere uno status preferenziale come lingua di lavoro comune tra gruppi diversi. Al contrario, i sostenitori dell'indipendenza di Taiwan tendono a credere che dovrebbe essere preferito o il taiwanese o nessuna lingua in particolare.
Nel 2002, l'Unione per la solidarietà di Taiwan, un partito che all'epoca aveva circa il 10% dei seggi dello Yuan Legislativo, suggerì di fare del taiwanese una seconda lingua ufficiale. Questa proposta incontrò la forte opposizione non solo dai gruppi originari del continente, ma anche dai gruppi hakka e aborigeni che temevano che avrebbe offeso le loro lingue d'origine, come pure da altri compresi gli Hoklo che obiettavano alla proposta su basi logistiche e sulla base del fatto che avrebbe acuito le tensioni etniche. A causa di queste obiezioni, questa misura fu accolta in modo tiepido tra i sostenitori moderati dell'indipendenza di Taiwan e alla fine la proposta non passò.
Nel 2003, ci fu una controversia quando alcune parti dell'esame del concorso pubblico per i magistrati furono scritte in caratteri usati soltanto in taiwanese. Dopo forti obiezioni, queste domande non furono usate nel punteggio. Come nel caso della controversia sulla lingua ufficiale, le obiezioni sull'uso del taiwanese venivano non solo dai gruppi continentali, ma anche dagli Hoklo, dagli Hakka e dagli aborigeni.

### Movimento per la madrelingua
La taiwanizzazione diede origine negli anni 1990 ad un "movimento per la madrelingua" mirante a salvare, preservare e sviluppare la cultura e la lingua etnica locale degli Holo (hokkien taiwanese), degli Hakka e degli aborigeni. Ebbe inizio dal tentativo di salvare alcune lingue in declino ed è poi fiorito nel XXI secolo. Oltre a preservare il meglio della cultura cinese nel mondo, Taiwan dagli anni novanta è progredita verso una società più multiculturale, sviluppando le culture etniche come quelle degli Holo, degli Hakka e degli aborigeni.
Nel 1993, Taiwan diventò il primo paese al mondo ad attuare l'insegnamento dell'hokkien taiwanese nelle scuole. All'inizio degli anni 2000, le lingue taiwanesi come l'hokkien taiwanese, l'hakka e le lingue aborigene erano ormai insegnate in tutte le scuole di Taiwan. Taiwan ha anche il suo circolo letterario mediante il quale poeti e scrittori hokkien compongono regolarmente poesia e letteratura in taiwanese. Questo movimento per la madre lingua è ancora in atto.
Come risultato del movimento per la madrelingua, nel XXI secolo Taiwan si è affermata come un significativo punto di riferimento culturale per la lingua hokkien nel mondo. Essa intende inoltre essere il maggior centro di esportazione della cultura hokkien a livello mondiale.